# Народно-освободительная армия Югославии
Наро́дно-освободи́тельная а́рмия Югосла́вии, сокращённо НОАЮ (сербохорв. Narodnooslobodilačka vojska Jugoslavije / Народноослободилачка војска Југославије), также партиза́ны, партиза́ны Ти́то — вооружённые силы антинацистского и антифашистского Сопротивления Югославии, действовавшие под руководством КПЮ во время Второй Мировой войны. НОАЮ была самой мощной и организованной из вооружённых сил антифашистских и антинацистских движений Сопротивления в оккупированных нацистами и их союзниками странах Европы (за исключением территории СССР). С июля 1941 года по май 1945 года она вела, не считаясь с человеческими жертвами, освободительную и оборонительную войну против оккупационных сил стран гитлеровской «оси» и их пособников и союзников, а также гражданскую войну за политическую власть в Югославии. В конце войны НОАЮ участвовала в массовых казнях сдавшихся в плен солдат вермахта, хорватских вооружённых сил и других коллаборационистов.
За время существования имела следующие названия:
- Народно-освободительные партизанские отряды (НОПО) Югославии — с июня 1941 до января 1942 года;
- Народно-освободительная партизанская и добровольческая армия Югославии — с января до ноября 1942 года;
- Народно-освободительная армия и партизанские отряды (НОАиПО) Югославии — с 1 ноября 1942 года до 1 марта 1945 года.

Создание партизанских вооружённых сил на оккупированных и разделённых странами «оси» землях Югославии началось вскоре после нападения нацистской Германии на СССР. 22 июня 1941 года Политбюро ЦК КПЮ обратилось к народу страны с призывом о подготовке к вооружённой борьбе с коллаборационистами и оккупантами. 27 июня в Белграде был создан Главный штаб (с сентября 1941 года Верховный штаб) народно-освободительных партизанских отрядов Югославии во главе с Иосипом Брозом Тито. 4 июля Политбюро ЦК КПЮ приняло решение о переходе ко всеобщему восстанию против оккупантов и коллаборационистов, опубликованное в воззвании ЦК КПЮ к народам Югославии от 12 июля 1941 года.
Процесс создания и развития НОАЮ включал четыре этапа. На первом, со времени начала восстания в июле 1941 года, основной организационной формой ВС народно-освободительного движения являлись партизанские отряды. 26 сентября 1941 года на совещании Политбюро ЦК КПЮ и Главного штаба НОПО Югославии, состоявшемся в селе Столице (теперь часть села Брштица, Сербия), были приняты решения о единой организации вооружённых сил и постепенном переходе к формированию регулярных воинских частей. Второй этап связан с созданием мобильных соединений — бригад, первой из которых стала 1-я Пролетарская бригада, образованная 22 декабря 1941 года. Третий этап начался 1 ноября 1942 года, со дня издания приказа Верховного командующего НОАЮ о формировании первых дивизий и корпусов.
В течение четвёртого этапа, начавшегося со второй половины 1944 года, НОАЮ реструктурировалась по советскому образцу с целью приспособления к требованиям ведения фронтальных военных действий, формировались оперативно-стратегические объединения, армейские группы и армии. 1 марта 1945 года НОАЮ переименована в Югославскую армию (ЮА), Верховный штаб НОАиПО Югославии преобразован в Генеральный штаб ЮА, созданы Министерство народной обороны и Военный кабинет, произошло окончательное оформление организационной структуры ВС, создавались и развивались виды, рода и службы вооружённых сил.
В конце 1941 года в составе НОПО Югославии сражались около 80 тысяч человек. В день окончания войны 15 мая 1945 года Югославская армия насчитывала 800 тысяч человек.
В рядах НОАЮ воевали свыше 6 тысяч граждан СССР многих национальностей, в том числе в «русских» воинских формированиях.

## Периодизация развития НОАЮ
В югославской историографии этапы развития народно-освободительных вооружённых сил увязываются главным образом с появлением новых форм военной организации. Монография коллектива авторов из Военно-исторического института «Narodno oslobodilačka vojska Jogoslavije. Pregled Razvoja Oruzanih Snaga Narodnooslobodilnackog pokreta 1941—1945» делит процесс развития НОАЮ на четыре этапа. На первом этапе (восстание 1941 года) основной формой военной организации были партизанские отряды. На втором этапе, который начался с формирования 1-й Пролетарской бригады 22 декабря 1941 года, создавались бригады, не привязанные к одной территории. Начало третьему этапу положило формирование 1 ноября 1942 года первых дивизий и корпусов НОАЮ. Этот период был наиболее продолжительным и динамичным и длился приблизительно до середины 1944 года. Во время четвёртого, последнего этапа развития вооружённых сил были созданы армии и проводились заключительные операции по освобождению Югославии. Согласно сербскому историку Предрагу Баичу, первый этап продолжался от момента начала восстания до совещания в Столице. Второй — от совещания в Столице до формирования 1-й Пролетарской бригады. Третий — от создания 1-й Пролетарской бригады до формирования первых дивизий и корпусов. Четвёртый — с этого момента и до формирования армий, ЮА и победного завершения войны. Вместе с тем историк Младенко Цолич рассматривает период с июля 1941 года до момента создания дивизий и корпусов в ноябре 1942 года как единый первый период развития народно-освободительного движения.

## Предыстория и характеристика обстановки в оккупированной Югославии

### Апрельская война и капитуляция Югославии
Весной 1941 года армия Королевства Югославия оказалась не готова к войне с нацистской Германией, Италией и их союзниками. Наряду с превосходством противника в численности, вооружениях и технической оснащённости, на обороноспособности Югославской армии отрицательно сказались межнациональные противоречия. Командование армии, преимущественно сербское по своему составу, относилось с недоверием и подозрением к представителям неславянских национальных меньшинств, а также к хорватам — второй по численности этнической группе населения страны. В канун войны активизировалась пропаганда усташей, связывавших свои надежды на построение хорватского государства с распадом Югославии. Радиостанции усташей вели передачи с территории Германии и Италии, способствуя росту сепаратистских настроений среди населения.
6 апреля 1941 года войска Германии и Италии вторглись в Югославию. Результатом скоротечной Апрельской войны стала безоговорочная капитуляция Югославской армии 17 апреля 1941 года. Юный король Пётр II Карагеоргиевич и члены югославского правительства, возглавляемого генералом Душаном Симовичем, бежали в Грецию. Некоторые небольшие воинские части из Македонии и Албании также пробились в Грецию, но подавляющее большинство армии, около 330 тысяч человек, попало в плен. Оккупанты захватили 95 % югославских вооружений.

### Режимы на оккупированных и разделённых землях Югославии

Карта Югославии, оккупированной нацистской Германией и её союзниками в 1941—1943 гг.

В результате поражения в Апрельской войне Югославия была оккупирована войсками Германии, Италии и Венгрии. По окончании военных действий с санкции Гитлера в югославские земли также вступили части армии Болгарии. Югославское государство было ликвидировано, а на разделённых территориях оккупанты провели полный или частичный демонтаж прежней системы управления и установили собственный политический режим. Расходы на оккупацию компенсировались за счёт местных ресурсов, это повлекло за собой резкое обеднение населения, в некоторых местностях начался голод. Для потребностей Германии использовались югославская руда, сельхозпродукция и дешёвая рабочая сила. На всех аннексированных землях проводилась политика ассимиляции, сегрегации, дискриминации по национальным и расовым признакам, конфискации собственности, депортации и уничтожения неугодных.
В районах Словении, включённых в административную систему Третьего рейха, югославская структура гражданской власти была целиком ликвидирована и заменена немецкой. Население было рассортировано по этническим категориям. В отношении словенцев проводилась политика ускоренной германизации. Была введена система тотального контроля за жизнью и поведением людей, проверки и оценки их политических взглядов. Неблагонадёжные и «расово непригодные» насильственно депортировались в Сербию, в НГХ и некоторые другие страны, оккупированные Третьим рейхом. Депортации подверглись около 80 тысяч словенцев. Евреи и цыгане обрекались на физическое уничтожение.
В Сербии, которую нацисты рассматривали как территорию с наиболее враждебным населением, был установлен военно-оккупационный режим под властью командующего расположенными здесь германскими войсками. Ему были подчинены Косово и Метохия, а также югославский Банат, при этом в Сербии и Банате действовали отличные друг от друга системы управления. В мае 1941 года в Сербии была создана гражданская администрация во главе с Советом комиссаров (с 29 августа — Сербское правительство), подчинённым германскому командованию. Оккупанты отводили Совету роль вспомогательного механизма для регулирования повседневной жизни населения. Председателем Совета был назначен Милан Ачимович, бывший начальник полиции Белграда и одно время югославский министр внутренних дел. В ведении новой администрации находились унаследованная от прежней югославской власти полиция и восстановленная с разрешения оккупантов жандармерия. Сотрудничая с немцами, Совет комиссаров стремился добиться от нацистских властей более благоприятного статуса Сербии в системе гитлеровского «нового порядка» в Европе, рассчитывая на первых порах на автономию, а впоследствии — на обретение государственности. Ввиду неспособности Совета комиссаров противостоять росту антиоккупационного сопротивления сербов, нацисты заменили его 29 августа 1941 года новым органом — так называемым Сербским правительством во главе с председателем, бывшим югославским министром армии и флота генералом Миланом Недичем. Оккупанты несколько расширили репрессивные функции правительства, направленные против движения Сопротивления, для этого было разрешено увеличить вдвое, с 5 до 10 тысяч человек, численность сербской жандармерии и приступить к созданию с начала сентября 1941 года подчинённых правительству местных вспомогательных вооружённых отрядов общей численностью до 5 тысяч человек. В марте 1942 года они были преобразованы в так называемую Сербскую государственную стражу, численностью от 15 до 20 тысяч человек. В Совете комиссаров (а позднее в правительстве Недича) наибольшую активность проявляли люди, сочувствующие нацистской идеологии. Так, оккупантов поддерживали члены движения «Збор» во главе с Димитрием Лётичем. При поддержке немецкого командования Лётич с середины сентября 1941 года приступил к созданию добровольческих отрядов для борьбы с антиоккупационными выступлениями. К концу осени эти отряды насчитывали от трёх до четырёх тысяч человек. В югославском Банате, где проживало 120 тысяч немцев, из их числа была сформирована вся местная администрация. Формально она подчинялась Совету комиссаров Сербии, но в действительности отчитывалась перед германскими оккупационными властями и действовала в духе нацистской политики. Местное сербское большинство подвергалось притеснениям, а евреи и цыгане — уничтожению.
Другой крупной территорией с военно-оккупационным режимом управления являлась занятая фашистской Италией Черногория, в состав которой была включена преобладающая часть Санджака. Попытки итальянцев создать здесь коллаборационистский режим в виде Королевства Черногория были сорваны народным восстанием 13 июля 1941 года, после чего 3 октября 1941 года решением Муссолини была образована военно-оккупационная административная единица — губернаторство Черногория. Гражданское управление в губернаторстве было возложено на частично обновлённую югославскую администрацию с итальянскими офицерами на руководящих должностях. Также частично были сохранены кадры югославской полиции и жандармерии. Для целей борьбы с партизанским движением, руководимым КПЮ, формировались контролируемые оккупантами местные отряды добровольческой антикоммунистической милиции.
Ещё одной частью оккупационного режима являлось Независимое государство Хорватия (НГХ) с установленным здесь, по сути, квислинговским режимом власти. В процессе раздела югославских земель НГХ получило весь Срем, а также Боснию и Герцеговину. Сама территория НГХ была разделена на немецкую (северо-восточную) и итальянскую (юго-западную) зоны военного контроля. Политика правивших в НГХ усташей была нацелена на построение этнического хорватского государства, в то время как хорваты представляли в нём немногим больше половины всего населения. Главным препятствием на пути достижения этой цели рассматривались сербы, составлявшие почти треть из более чем 6 млн жителей страны. Сразу после прихода усташей к власти начались активные антисербские действия: депортации, дискриминация, преследование и угрозы жизни сербского населения, вынуждающие его спасаться бегством из страны. С конца весны — начала лета 1941 года проводилась пропагандистская кампания, изображавшая сербов врагами хорватского народа. Были введены ограничения на их передвижение, место жительства, а также имущественные права. Практиковалось увольнение сербов со службы. Была запрещена кириллица, «сербско-православная вера» переименована в «греко-восточную». Оказывалось давление (в том числе законодательное) на православных для принуждения их к переходу в католическую веру. С конца апреля 1941 года вооружёнными группами усташей осуществлялись массовые убийства сербов в местах их компактного проживания. Была создана система концлагерей для сербов, евреев и цыган.
Реализуемые в НГХ антисербская политика и террор, угрожавший самому существованию сербского населения, повлекли за собой крупномасштабное бегство сербов из усташской Хорватии в Сербию и Черногорию. В результате террора значительная часть сербов, начиная с рубежа весны — лета 1941 года, стала браться за оружие и выступила против режима Павелича. Сербы составили основу антиусташских и антиоккупационных движений, разворачивавшихся на территории НГХ.

### Оккупационные силы
В середине мая 1941 года немецкие дивизии, участвовавшие в Апрельской войне, были выведены с территории Югославии для их использования в нападении на СССР. В Сербию передислоцировались три немецкие пехотные дивизии: 704-я, 714-я и 717-я. Их основной задачей являлось обеспечение охраны главных железных дорог, меднорудного производства в Боре и железорудного в Трепче. В Восточной Боснии и Среме расположилась 718-я пехотная дивизия. Первые два соединения комплектовались преимущественно жителями Старого рейха, последние два — выходцами из рейсхгау Восточной марки. Каждая дивизия состояла из двух полков и насчитывала чуть более 6000 человек. Большинство солдат были старших возрастов и имели недостаточную военную подготовку. Гораздо более многочисленными были итальянские оккупационные войска в Словении, Хорватии и Черногории, насчитывавшие на 1 августа 1941 года 230 тысяч человек. Оккупационные контингенты Германии, Италии, Венгрии и Болгарии дополнялись вооружёнными силами НГХ (домобранство и усташское воинство), а также воинскими формированиями коллаборационистских администраций. Всего в начале июля 1941 года войска оккупантов составляли 4 немецкие, 12 итальянских, 2 болгарские и 5 домобранских дивизий; 10 венгерских и 2 болгарские бригады; около 20 отдельных и около 100 различных полицейских батальонов общей численностью до 400 тысяч человек.

### Антиоккупационные силы
Первые выступления против оккупационных режимов произошли в начале мая, а затем в июне — июле 1941 года на значительной части территории НГХ — в Восточной Герцеговине, Лике, Книнской Краине, Западной и Восточной Боснии, Кордуне, Бании и других местах. Несмотря на многочисленность, восстания носили локальный характер, а их основными участниками становились крестьяне — сербы, выступавшие против усташского террора. Такие выступления подавлялись усташами, при этом власти НГХ не располагали достаточными силами для контроля над всей территорией, населённой сербами, ограничиваясь крупными населёнными пунктами и важными коммуникациями. С июля 1941 года восстания быстро распространялись, охватывая новые области Хорватии, Боснии и Герцеговины. Несмотря на то, что восстания не были хорошо подготовлены и организованы, зона выступлений занимала к середине лета 1941 года обширные пространства, преимущественно в южной, юго-восточной и западной частях НГХ.
Возникшее в ходе стихийных или полустихийных выступлений, без заметного влияния КПЮ и иных партий, сербское повстанческое движение стало со второй половины 1941 года объектом активного противоборства антиоккупационных политических сил: сербского националистического четнического движения и коммунистического народно-освободительного движения. Важным фактором, побудившим массы сербов к вступлению в борьбу, явилось нападение гитлеровской Германии на СССР 22 июня 1941 года. Со вступлением Советского Союза в войну сербское крестьянство связывало надежды на скорое сокрушение стран «оси» и получение помощи в избавлении от оккупации и террора.
Начало четнической военной организации, возглавленной полковником Драголюбом (Дражей) Михайловичем и преследовавшей цель восстановления государственного порядка Королевства Югославия, было положено в середине мая 1941 года. Движение четников получило поддержку среди военнослужащих Югославской армии, скрывавшихся или уклонявшихся от плена, а также среди гражданского населения. Практическая деятельность четников в первое время ограничивалась Сербией. С конца лета — осенью 1941 года они предпринимали меры для формирования своих подразделений в Черногории, Санджаке и ряде районов НГХ со значительным присутствием сербского населения. В НГХ активностью четников были первоначально охвачены близлежащие к Сербии территории Боснии и Герцеговины. Начиная с середины лета 1941 года, четническое движение столкнулось с новым фактором — антиоккупационным движением под руководством КПЮ.
Летом 1941 года Компартия Югославии была хорошо отлаженной нелегальной организацией, состоявшей из примерно 12 тысяч человек. Это число дополняли, по разным оценкам, от 30 тысяч до 50 тысяч комсомольцев — скоевцев. Ещё 10 апреля И. Броз Тито собрал членов Политбюро ЦК КПЮ в своей нелегальной квартире в Загребе. На совещании было решено, что члены ЦК обязаны пробиваться в Боснию, Черногорию, Сербию и Словению, чтобы готовить там восстание против оккупантов. КПЮ не признала акт капитуляции Югославии и заняла резко негативную позицию по отношению к оккупантам. В воззвании ЦК КПЮ к народам Югославии и рабочему классу от 15 апреля 1941 года содержался призыв к борьбе с захватчиками за независимость Югославии и свободное братское сообщество. Не признавалось созданное усташами Независимое государство Хорватия. Вместе с тем, учитывая существование пакта Молотова — Риббентропа и стремление советского руководства сохранить его действие, до нападения нацистской Германии на СССР КПЮ не призывала народ к вооружённым выступлениям против захватчиков и проведению диверсионных актов. В нелегальных листовках коммунистов содержались призывы к борьбе трудящихся за свои права, против эксплуатации, преследования по национальным признакам и т. д. Наряду с этим в мае военный комитет при ЦК КПЮ постановил создать боевые нелегальные подразделения, каждое из которых должно было включать примерно 30 членов партии и скоевцев, а также перевести ЦК партии в Белград.
Линия компартии радикально изменилась после нападения Германии на СССР. 22 июня 1941 года руководителям компартий, в том числе КПЮ, поступило указание из Москвы от Исполкома Коминтерна о развёртывании борьбы против гитлеровских захватчиков. Призыв Коминтерна соответствовал стремлению югославских коммунистов к борьбе с оккупантами, освобождению Югославии и солидарности с Советским Союзом. В этот же день Политбюро ЦК КПЮ приняло решение обратиться к народу страны с призывом о завершении подготовки к вооружённой борьбе с оккупантами. С учётом военно-политической обстановки и реального соотношения сил, а также рекомендаций Коминтерна, руководство КПЮ приняло решение о начале партизанской войны.
Для руководства вооружённой борьбой 27 июня в Белграде был создан Главный штаб (ГШ) НОПО Югославии во главе с Генеральным секретарём КПЮ Иосипом Брозом Тито. 4 июля Политбюро ЦК КПЮ приняло решение о переходе к вооружённой борьбе, воззвание ЦК КПЮ к народам Югославии было опубликовано 12 июля 1941 года. Действуя по партийным инструкциям, а также инициативно, партийные и «скоевские» кадры активно создавали вооружённые группы, совершали нападения на оккупантов и коллаборационистские вооружённые формирования, акты диверсий и саботажа, вели пропагандистскую работу для привлечения населения в ряды повстанцев.

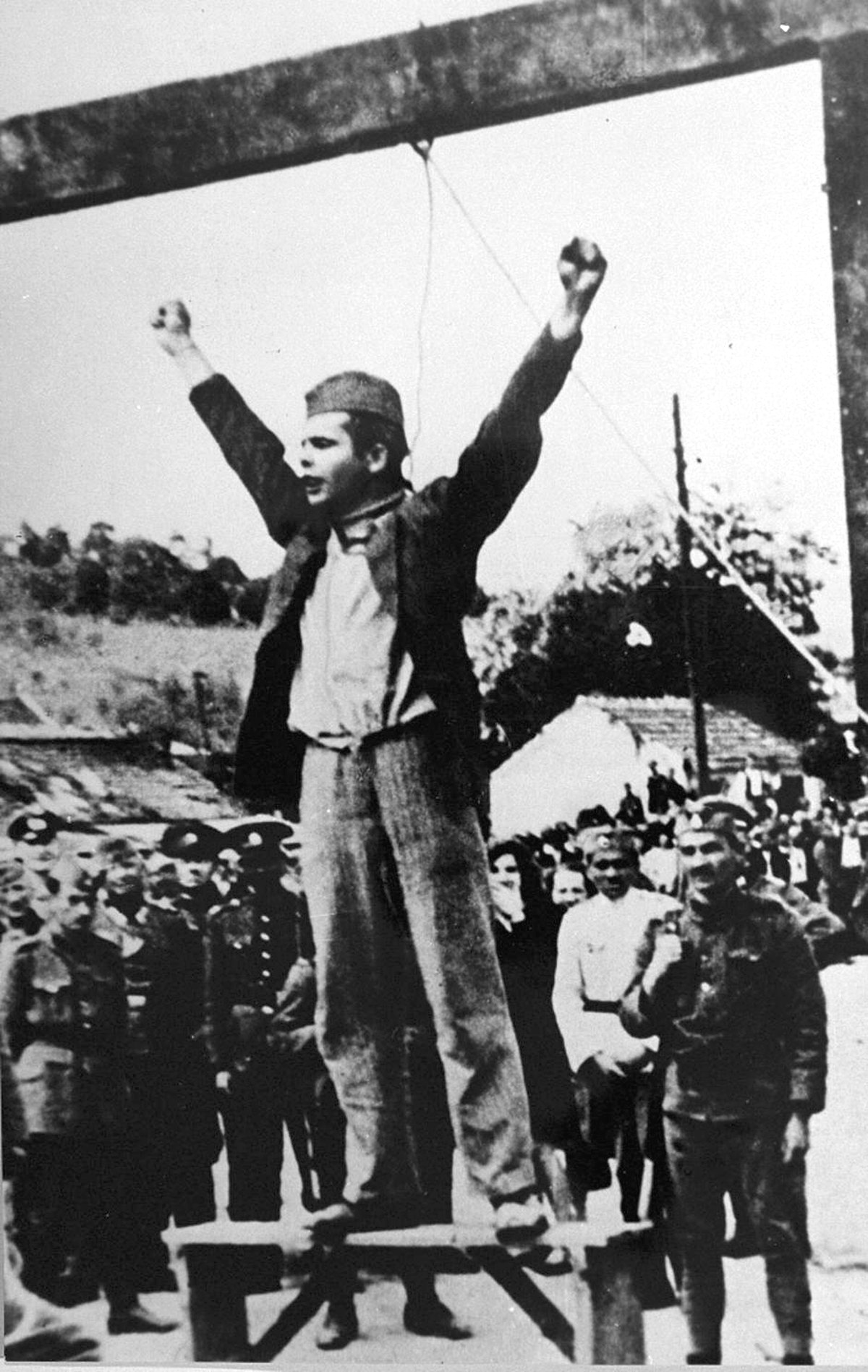
Казнь нацистами командира Тамнавско-Колубарского
батальона Валевского партизанского отряда Степана Филиповича, Валево, 22 мая 1942 года

## Первый этап создания и развития партизанских вооружённых сил

### От начала восстания до совещания в Столице
Первый этап развития вооружённых сил под руководством КПЮ начался с восстанием против оккупантов и их сателлитов. В августе — сентябре были последовательно сформированы партизанские штабы шести югославских земель с привлечением членов КПЮ, имевших опыт гражданской войны в Испании или прошедших партизанскую подготовку в СССР. Основным воинским формированием начального этапа являлся партизанский отряд. Первым таким формированием стал Сисакский партизанский отряд, образованный 22 июня 1941 года на территории НГХ по инициативе Сисакского окружного комитета КПЮ. 10 августа 1941 года в «Бюллетене» ГШ НОПО Югославии были даны директивы и наставления партизанским подразделениям, в которых излагались задачи, принципы организации и тактики партизанской войны. Главными задачами провозглашались освобождение народов Югославии от оккупантов и борьба с их внутренними агентами. Согласно позиции КПЮ, с образованием освобождённых территорий и крупных воинских частей партизанские действия должны были со временем перерасти во фронтальную войну. Основным руководством стала напечатанная в бюллетене программная статья Тито «Задача народно-освободительного партизанского отряда». В ней формулировался тезис об объединении в рядах народно-освободительных отрядов всех патриотов страны. Подчёркивалось, что партизанские отряды являются боевыми формированиями не компартии, а народов Югославии. Вместе с тем в реальности партизанская армия создавалась и руководилась коммунистической партией.
Декларируя общеюгославский характер движения, КПЮ подчёркивала уважительное отношение к отдельным регионам и этносам. Партизанские отряды формировались по территориальному принципу и были связаны с территорией, на которой они возникли. Им в основном присваивались названия регионов, выдающихся героев прошлого, революционеров и бойцов народно-освободительной войны. Необходимым условием являлось их подчинение местному областному штабу и верховному руководству ГШ НОПО Югославии. Важной мерой в плане уважения югославских регионов стало решение о создании в землях главных штабов НОПО, подчинённых Верховному штабу (до 26 сентября — Главный штаб), а именно: в Сербии, Словении, Боснии и Герцеговине, Хорватии, Черногории (с Бокой), а также в Санджаке (позже, в 1942 году, был создан главный штаб в югославской (Вардарской) Македонии).

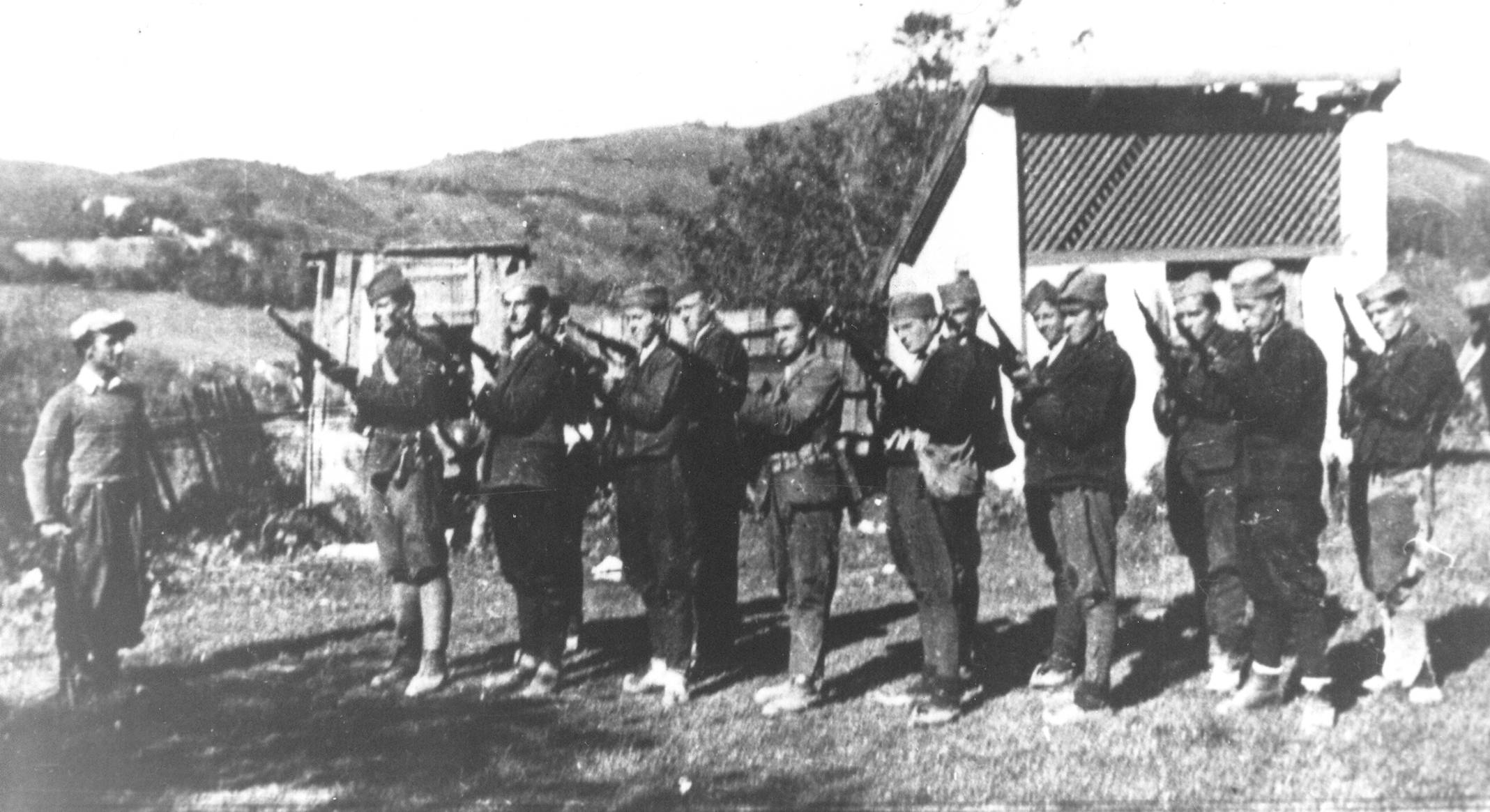
Взвод Рудникской роты Чачакского отряда, начало сентября 1941 года

Партизанские отряды в Сербии в момент их формирования в основном состояли из горожан, которых война погнала на село, беженцев из НГХ, Македонии, Косова, Метохии и Воеводины. Ядром партизанских отрядов были члены КПЮ, «скоевцы» и сочувствующие лица. Для бойцов было принято единое наименование — партизан, хотя вначале в некоторых местностях Югославии использовалось обозначение герилац. Каждый партизан принимал присягу, утверждённую Тито. Во всех партизанских подразделениях и штабах вводились должности политического комиссара и его заместителя, которыми назначались только члены КПЮ. Комиссары входили в состав руководства или штаба отряда. Во всех партизанских отрядах создавались партийные ячейки КПЮ, а там, где коммунистов было недостаточно, — партийный актив. При формировании личный состав отряда часто насчитывал не более 100 бойцов, однако отряды быстро росли благодаря притоку сельского населения. В сентябре 1941 года сельские жители составляли 85 % от общей численности партизан. По мере образования освобождённых территорий росла численность отрядов. Так, некоторые из них достигали до 3 тысяч человек (Чачакский партизанский отряд), 2,5 тысяч человек (Ужицкий) или 1,5 тысячи человек (Крагуевацкий отряд). Это обеспечивало партизанским формированиям большую, но вместе с тем стихийную и необразованную социальную базу, не обученную военному делу и с низкой дисциплиной, к тому же привязанную к конкретным местностям. По этой причине численность отрядов могла уменьшаться столь же быстро, как и прирастать. Отряды комплектовались добровольцами, наряду с этим в некоторых местах проводилась мобилизация, даже под угрозой смерти (как в Поморавском отряде), что отталкивало селян от партизан и склоняло их к четникам. Политическое руководство отрядами в ряде мест осуществляли окружные комитеты КПЮ. Например, ГШ НОПО Сербии, состоявший из пяти человек, не мог управлять всеми формированиями и руководил лишь отрядами в Шумадии, Поморавье и Западной Сербии, а территория Мачвы и Посавины была поручена местным политорганам и Краевому комитету (сербохорв. Pokrajinski komitet) КПЮ в Сербии. Связь с Восточной и Южной Сербией была слабой.
Первоначально отряды имели различные виды оружия, в основном югославского, оставшегося от Королевской армии и собранного в процессе подготовки вооружённого восстания. Затем вооружались преимущественно оружием, отнятым у противника. Имело место формирование отрядов, у которых не было оружия и которые имели самые примитивные средства (топор, вилы и т. д.). Основным источником снабжения партизанских отрядов было население. Население обеспечивало партизанские отряды, добровольно передавая им продовольствие, одежду и обувь, укрывало и лечило раненых и больных бойцов.
Возглавляемое коммунистами вооружённое сопротивление начало разворачиваться с рубежа июня — июля 1941 года. Роль КПЮ проявилась в начавшемся стихийно 13 июля восстании в Черногории — по инициативе местной организации КПЮ были созданы военная структура восстания и его руководящие органы. Основным регионом вооружённого сопротивления под руководством коммунистов в середине и второй половине 1941 года была Сербия. На территории НГХ роль компартии в Сопротивлении стала сказываться с осени 1941 — начала 1942 года. В отличие от других регионов Югославии, в Словении вооружённое сопротивление по инициативе КПЮ возглавил Освободительный фронт — коалиция политических партий.
Начало вооружённой борьбы в Сербии связывают с боевой акцией Раджевской партизанской роты под командованием Жикицы Йовановича (Испанца) из Валевского партизанского отряда 7 июля 1941 года у деревни Бела-Црква (на территории Западной Сербии), когда был убит патруль жандармов, пытавшийся разогнать народное собрание. Нападениям партизанских боевых групп и отрядов подвергались сербские полицейские участки и муниципалитеты, чиновники-коллаборационисты, актив русской белогвардейской эмиграции, члены их семей. Совершались диверсии и акции саботажа. В сентябре 1941 года стали образовываться районы, относительно свободные от оккупационной и коллаборационистской власти. В них под контролем КПЮ началось формирование местных органов, по утверждению коммунистов, новой «народной власти», названных народно-освободительными комитетами. Новая повстанческая власть под руководством КПЮ не только противостояла оккупантам и их пособникам, но и открыто противопоставляла себя прежним югославским органам власти. К концу сентября восстание в Сербии достигло своего пика. Оно охватило территорию от Ниша до Белграда и Баната. Эпицентр движения Сопротивления находился в Западной Сербии и Шумадии. Здесь, в промышленных районах Ужице, Валева, Чачака и Крупани, собрались многие неимущие сербские беженцы из Хорватии. В рабочей среде этих городов коммунисты пользовались значительной поддержкой. Оба этих фактора способствовали притоку добровольцев в ряды партизанских отрядов. Контролируемая повстанцами территория, известная как Ужицкая республика, включала города Ужице, Чачак, Пожегу, Горни-Милановац и другие населённые пункты. 16 сентября Тито покинул Белград и 18 сентября прибыл в село Робае около города Валева на освобождённой территории. К этому времени в Сербии было сформировано 28, а после проведённой реорганизации 24 партизанских отряда общей численностью около 14 тысяч бойцов. На всей территории Югославии ко времени совещания в Столице (26—27 сентября) было сформировано 232 партизанских отряда (расформирован 31 отряд) и 71 отдельный батальон (из них 44 были переформированы или вошли в состав партизанских отрядов, 27 батальонов продолжали действовать). В Словении было создано 20 партизанских рот, имевших характеристики партизанских отрядов. Имевшиеся в наличии вооружённые силы вселяли уверенность в успешном продолжении народно-освободительной борьбы. Вооружённое сопротивление развивалось почти на всей территории Югославии, а в Сербии, Черногории, Боснии и Герцеговине, а также части Хорватии, оно приняло характер массового народного движения. Используя политические ошибки и преступления оккупационных и коллаборационистских властей, а также военные слабости оккупационного режима (неподготовленность регулярных частей к асимметричному конфликту, неготовность коллаборационистских формирований), партизаны создали к октябрю освобождённые территории во всех частях страны.

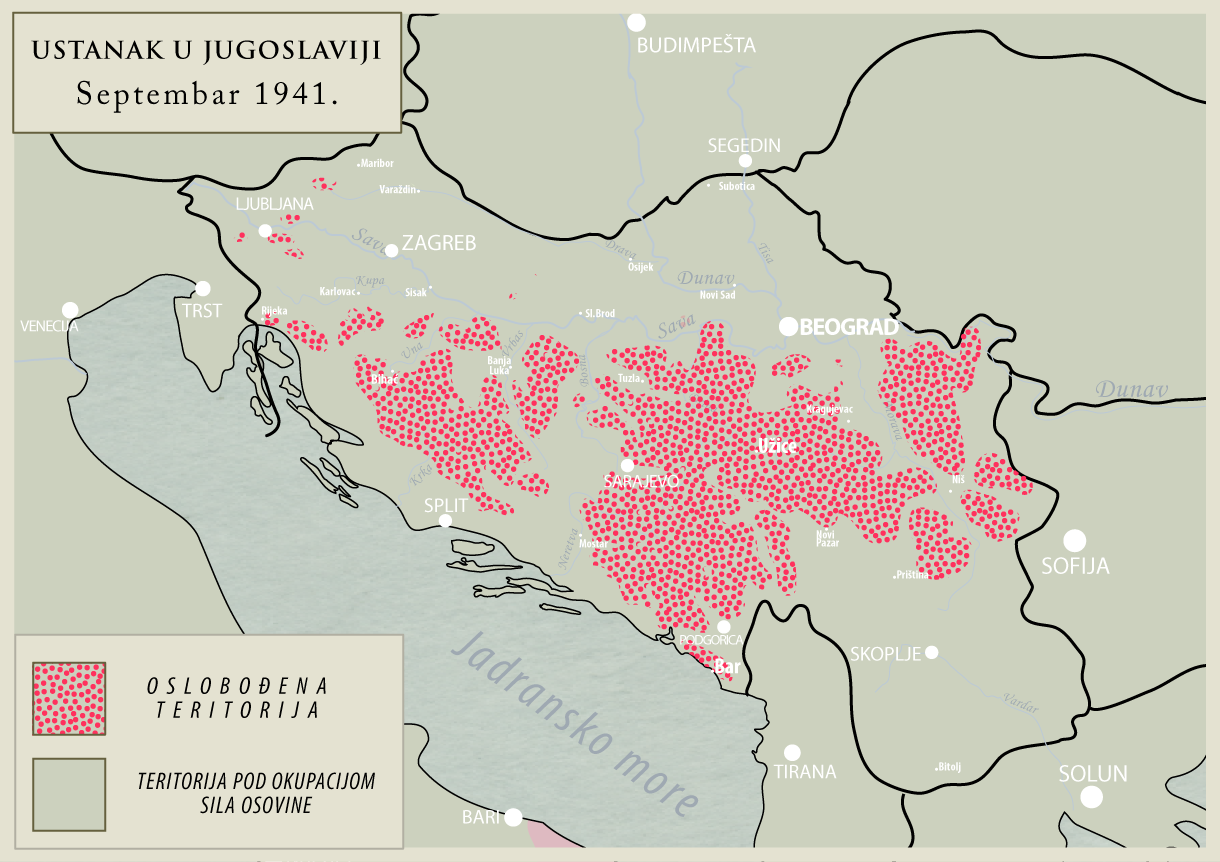
Карта восстания в оккупированной Югославии, сентябрь 1941 года

Вместе с тем вооружённая борьба в июле — августе 1941 года была отмечена не только успехами, но и многими трудностями. Краевой комитет КПЮ в Македонии не справился с задачами и не обеспечил развёртывание восстания. В некоторых районах Словении и Хорватии восстание не достигло ожидаемого развития. Массовое народное военное восстание в Черногории началось 13 июля 1941 года. За первые 10 дней несколько тысяч восставших вывели из строя около 5000 итальянских солдат и офицеров и захватили большое количество оружия. Была освобождена почти вся территория Черногории, за исключением Цетине, Подгорицы, Никшича и городов приморской области. Число восставших составило около 30 тысяч человек. Однако успех был недолгим. На подавление восстания были направлены силы итальянского 14-го армейского корпуса при поддержке авиации и флота, всего около 100 тысяч человек. Боевые действия длились с 18 июля до 15 августа. В этот период силы повстанцев в отдельных местах оказывали ожесточённое сопротивление и предпринимали контратаки противника. Используя превосходство в силах, репрессии, методы угроз и задабривания участников, сожжение сёл, убийства и массовое интернирование населения, итальянцы восстановили контроль над городами. Последствия итальянской операции были серьёзными для антиоккупационного движения, многие покинули ряды восставших. Однако большинство участников во главе с коммунистами продолжили вооружённую борьбу. Под их контролем осталась значительная часть территории Черногории.
В условиях расширяющегося восстания четники, опасавшиеся дискредитации в глазах населения из-за собственной пассивности, а также не желавшие лидерства коммунистов, отступили от стратегии невступления в борьбу и начали активные действия против оккупантов. КПЮ, заинтересованная в расширении начатой борьбы, проявила инициативу в установлении контактов с ними, и 19 сентября состоялась встреча Тито с Михайловичем. Несмотря на различия в вопросах о будущем устройстве Югославии и стратегии войны, в сентябре — октябре началось взаимодействие между партизанами и четниками.

### От совещания в Столице до создания 1-й Пролетарской бригады
26—27 сентября 1941 года на освобождённой территории в селе Столице около Крупани состоялось военно-политическое совещание ЦК КПЮ и ГШ НОПО Югославии. На нём были определены порядок организации партизанских отрядов и их штабов, функции областных военных штабов и их отношения со штабами отрядов, утверждены знаки различия и знамёна. Совещание приняло решение о начале формирования регулярных воинских частей. Опираясь на решения совещания, военно-политическое руководство начало работу по организации единых вооружённых сил и системы командования на всей территории Югославии с учётом региональных особенностей.
Главный штаб НОПО был переименован в Верховный штаб. Вместо областных штабов разных наименований было принято решение о создании главных штабов областей (земель) Югославии. Для всех бойцов по всей стране было принято название «партизаны», а основной и наиболее крупной боевой тактической частью определён партизанский отряд. Отряды подразделялись на 2—4 батальона, каждый батальон состоял из 3—4 рот, в каждой роте по 2—3 взвода. Отрядами и батальонами командовали штабы, состоявшие из командира, политического комиссара и их заместителей. Штаб отряда обеспечивал воинскую дисциплину, организовывал работу разведки, связи, медицинской и интендантской служб. Было принято решение о формировании групп партизанских отрядов (ПО) со специальными временными штабами для выполнения совместных задач. Каждый партизан обязывался принять присягу, текст которой был опубликован в «Бюллетене» ГШ НОПО Югославии 19 августа 1941 года. Совещание подчёркивало важность комплектования командного и политического состава из числа лучших и проверенных в боях бойцов.
По мере развития восстания, по свидетельству члена Верховного штаба НОПО Милована Джиласа, у высшего руководства КПЮ формировался вывод о начале пролетарской революции в Югославии, «развёртывающейся не в „чистом“ виде, а в ходе борьбы против оккупантов и тех „представителей старого порядка“, которые сотрудничают с захватчиками». 19 октября 1941 года в первом номере газеты коммунистов «Борба» была опубликована статья члена ВШ НОПО Эдварда Карделя. В ней ближайший соратник И. Броза Тито возложил на народно-освободительные комитеты функции и задачи «временных носителей народной власти» до момента изгнания оккупантов и возникновения возможности перехода к организации государственного управления. По заключению коллектива авторов Института славяноведения РАН, «такая установка отражала, в сущности, основную военно-политическую цель компартии: вести вооружённую борьбу против оккупантов и прооккупационных режимов и в ходе неё создавать контролируемую коммунистами повстанческую систему власти», которая не имела ничего общего с довоенной югославской государственностью.
Тем временем начавшееся в сентябре — октябре сотрудничество НОПО и четников, двух политических противников, было недолгим и завершилось противостоянием. Противоречия возникали по многим вопросам, от дележа трофеев до организации власти на освобождённой территории. Расхождения касались и продолжения борьбы в условиях жертв среди мирного населения из-за карательных операций оккупантов. Михайлович склонялся к свёртыванию восстания, но видел препятствие к этому в действиях партизан. 26 октября состоялась встреча Михайловича с Тито, которая только усилила напряжение в отношениях двух движений. В конце октября — начале ноября между недавними союзниками произошло вооружённое столкновение. Попытки остановить междоусобицу результатов не принесли. КПЮ обвинила Михайловича в коллаборационизме, четники, в свою очередь, объявили партизан Тито своими главными врагами. В результате с первых дней ноября внутри движения Сопротивления началась кровавая гражданская война, не прекращавшаяся до мая 1945 года. Антагонизм двух сил иллюстрирует факт тайного обращения Михайловича в конце октября к немцам с предложением вооружить четников для борьбы с партизанами. 11 ноября на встрече Михайловича с оккупационными властями инициатива четников не была принята. Нацисты выдвинули встречные требования о полной сдаче отрядов четников, отклонённое Михайловичем.
Быстрый рост партизанского движения вызвал масштабные контрмеры оккупантов. Вслед за летней антипартизанской операцией итальянских фашистов в Черногории (18 июля — 15 августа 1941 года) немецкие войска начали с 28 сентября 1941 года наступление на освобождённые территории в Западной Сербии и Шумадии. Для этого по приказу Верховного командования вермахта (ОКВ) от 14 сентября 1941 года в Сербию были переброшены 342-я пехотная дивизия из Франции и 125-й пехотный полк из Греции. В ноябре их усилили 113-й пехотной дивизией с Восточного фронта. Директивой Гитлера 31-a от 16 сентября 1941 года предписывалось расстреливать 50—100 заложников за каждого убитого немца. Сочетание численного и технического превосходства немецких войск с массовым террором дало свои результаты. Понеся большие потери, в том числе из-за дезертирства, боеспособные партизанские отряды вместе с командирами и партийным активом отступили в начале декабря из Сербии в Санджак и Восточную Боснию. С этого времени на территории Сербии, кроме небольших южных районов, партизанской активности не было до 1944 года. Сохранившиеся сербские отряды во главе с Тито на новом месте соединились с местными силами НОПО и взаимодействовали с отрядами Герцеговины и Черногории, образовав в конце 1941 — начале 1942 годов обширные связанные между собой и контролируемые партизанами территории. Центром народно-освободительного движения в это время стал город Фоча, в котором располагались Верховный штаб и руководство КПЮ.

## Второй этап: создание бригад
После ухода из Сербии главных сил партизан во главе с Верховным штабом немцы не стали преследовать их в итальянской зоне оккупации. В этой обстановке поражение в Сербии стало предметом обсуждения на заседании Политбюро ЦК КПЮ в Санджаке, состоявшемся 7 декабря в селе Дренова. На заседании были приняты резолюции, оказавшие значительное влияние на дальнейший ход вооружённой борьбы. Первая провозглашала нынешний конфликт, разрастающийся в мировую войну, классовой борьбой под руководством Советского Союза. Вторая резолюция предусматривала создание из числа наиболее преданных партии кадров новой боевой мобильной единицы — 1-й Пролетарской бригады. Анализируя политическую обстановку Тито и его соратники в декабре 1941 года увязали её с антипартизанскими действиями четнического равногорского движения Драголюба Михайловича. По их заключению, успехи Красной армии под Москвой подтолкнули консервативные империалистические политические силы в мире к консолидации в борьбе с революционными национально-освободительными движениями. В югославских реалиях это заключалось в том, что прозападно ориентированные силы, так называемый «реакционный великосербский центр», пытающийся через Драголюба Михайловича соединиться с политическими силами всей Югославии, стоящими на позициях королевского эмигрантского правительства, хотя и придерживались антифашистской ориентации, но из-за своей слабости стремились объдиниться с оккупантами в борьбе против партизан. Таким образом практически происходило сотрудничество разнополюсных сил: эмигрантское правительство — Михайлович с одной стороны и с другой стороны Недич — оккупанты. На основе этой оценки развития международных отношений и обстановки в Югославии, руководство КПЮ определило в качестве основной политической задачи решительную борьбу против великосербских элементов, которые вновь становились наиболее реакционными и опасными. Формирование 1-й Пролетарской бригады происходило 21—22 декабря 1941 года в населённом пункте Рудо. Это воинское соединение нового типа рассматривалось как вооружённая сила компартии, обозначало переход к регулярным формам организации партизанских вооружённых сил и должно было служить не только борьбе с оккупантами, но и революционизировать гражданскую войну против четников и усташей. Формированием пролетарских воинских частей планировалось постепенно и по мере возможностей создать элитные войска народно-освободительной армии, которые по заключению Расима Хурема, должны были оказывать решающее влияние на развитие военных конфликтов и быть гарантом того, что политическая реакция не сможет осуществить свои намерения.
Под влиянием меняющейся оперативной обстановки и в духе решений совещания в Столице до конца года осуществлялось переформирование отрядов с целью их укрупнения. Число отрядов сократилась с 210 до 51. Изменения коснулись и отдельных батальонов. С 27 сентября до конца года было сформировано 55 батальонов, а 53 прекратили существование в связи с включением в другие партизанские отряды либо расформированием. Всего в составе НОПО Югославии по состоянию на конец декабря 1941 года действовали 1 Пролетарская бригада, 51 народно-освободительный отряд и 29 отдельных батальонов. Общая численность личного состава НОПО Югославии составляла около 80 тысяч человек (данная оценка численности считается преувеличенной). В то же время оккупационные и коллаборационистские силы насчитывали 31 дивизию (в том числе 6 немецких, 17 итальянских, 2 болгарские и 6 усташско-домобранских), 5 отдельных бригад (3 болгарские и 2 венгерские), 15 отдельных полков и других частей и подразделений общей численностью 600—620 тысяч человек.
7 января 1942 года на военно-политическом совещании Верховного штаба и народно-освободительного движения Боснии в селе Иванчичи было принято решение о формировании отрядов Народно-освободительной добровольческой армии Югославии. Такие подразделения должны были привлекать «тех патриотов, которые готовы бороться против оккупантов и усташей, но не хотят вступать ни в партизанские, ни в четнические части». Добровольческие отряды должны были находиться под общим командованием Верховного штаба и главных штабов соответствующих земель. Соответственно с января 1942 года в документах Верховного штаба партизанские вооружённые силы стали называться Народно-освободительной партизанской и добровольческой армией Югославии (НОПиДАЮ). В отличие от партизанских отрядов, в добровольческих не было комиссаров, а личный состав мог носить на головных уборах лишь свои национальные триколоры, без красной звезды. На территории Боснии было сформировано семь таких отрядов. Наряду с этим 1 марта 1942 года ВШ НОПиДАЮ создал 2-ю Пролетарскую бригаду. В СССР опасались осложнить отношения с западными союзниками, поэтому отнеслись негативно к созданию пролетарских бригад. Там полагали, что усиление коммунистической окрашенности народно-освободительного движения давало повод считать, что партизанское руководство склоняется к советизации Югославии под влиянием Москвы.

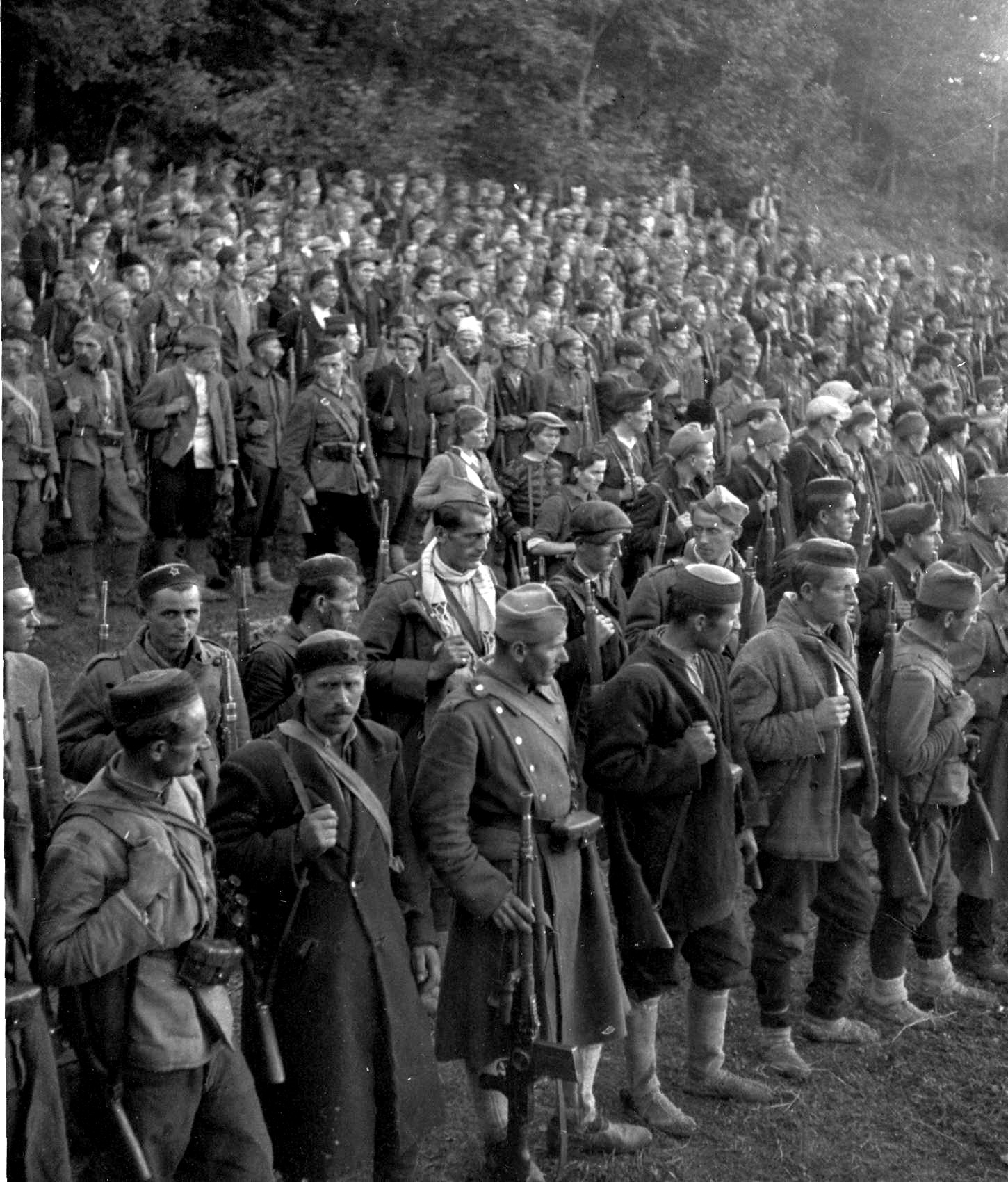
Бойцы 4-й Пролетарской Черногорской бригады на Зеленгоре, июнь 1942 года

Курс КПЮ на классовый характер войны, названный позднее «левым уклоном» в народно-освободительном движении, сопровождался массовыми репрессиями против тех, кого относили к «капиталистическим элементам», «кулакам», «враждебно настроенным», участникам «пятой колонны». Репрессии партизан привели к усилению влияния четников как среди сербского населения Черногории, Герцеговины и Восточной Боснии, так и в сербских повстанческих отрядах, находившихся вне контроля коммунистов. Первая половина 1942 года была отмечена относительной стагнацией Сопротивления, завершившейся, по оценке историка Клауса Шмидера, майским политическим кризисом. Этот кризис был вызван не столько масштабной германско-итальянской антипартизанской операцией «Трио», сколько сербской гражданской войной и «левым уклоном». Раскол с четниками вызвал разделение повстанческих масс. Появление внутреннего врага (четников), сокращение базы пополнения, отсутствие стабильных источников снабжения оружием, боеприпасами и продовольствием сказывались отрицательно на боеспособности НОПиДАЮ. В обстановке ведущихся с конца марта до середины июня крупных антипартизанских операций германских, итальянских, усташско-домобранских войск и четников в Черногории, Санджаке, Герцеговине и Восточной Боснии происходил отток большого числа партизан, в том числе к четникам, а также распад ряда партизанских отрядов. Под натиском оккупантов и четников первым распался 18 апреля 1942 года Озренский партизанский отряд. За ним в мае расформировались Романийский, Зеницкий и отряд «Звезда». Остатки Калиновикского отряда отступили на Зеленгору, где в конце июля присоединились к группе пролетарских бригад ВШ. Под влиянием пропаганды четников до конца мая 1942 года распались и прекратили своё существование все добровольческие отряды. Потерпев тяжёлое поражение, партизаны утратили освобождённые территории с центром в Фоче и отступили в пограничный район между Боснией, Герцеговиной и Черногорией. В этих условиях Верховный штаб переформировал к середине июня оставшиеся самые стойкие и политически надёжные партизанские отряды в три пролетарские бригады: 3-ю, 4-ю и 5-ю, а также Герцеговинский партизанский отряд. Вместе с ранее созданными под командованием ВШ теперь находились пять пролетарских бригад. Под влиянием поражения и критики из Москвы руководство КПЮ осудило 19 июня 1942 года «левый уклон», оценив его как «ошибку», носившую «сектантский характер». Чтобы выиграть время и избавить ядро НОПиДАЮ от уничтожения, было решено временно отказаться от возвращения в Сербию и перейти с главными партизанскими силами в Западную Боснию. Наряду с этим был подтверждён приорит формирования бригад, как основной единицы партизанских вооружённых сил. Однако последующие создававшиеся бригады, формируемые по типу пролетарских, решили по совету из Москвы именовать ударными.

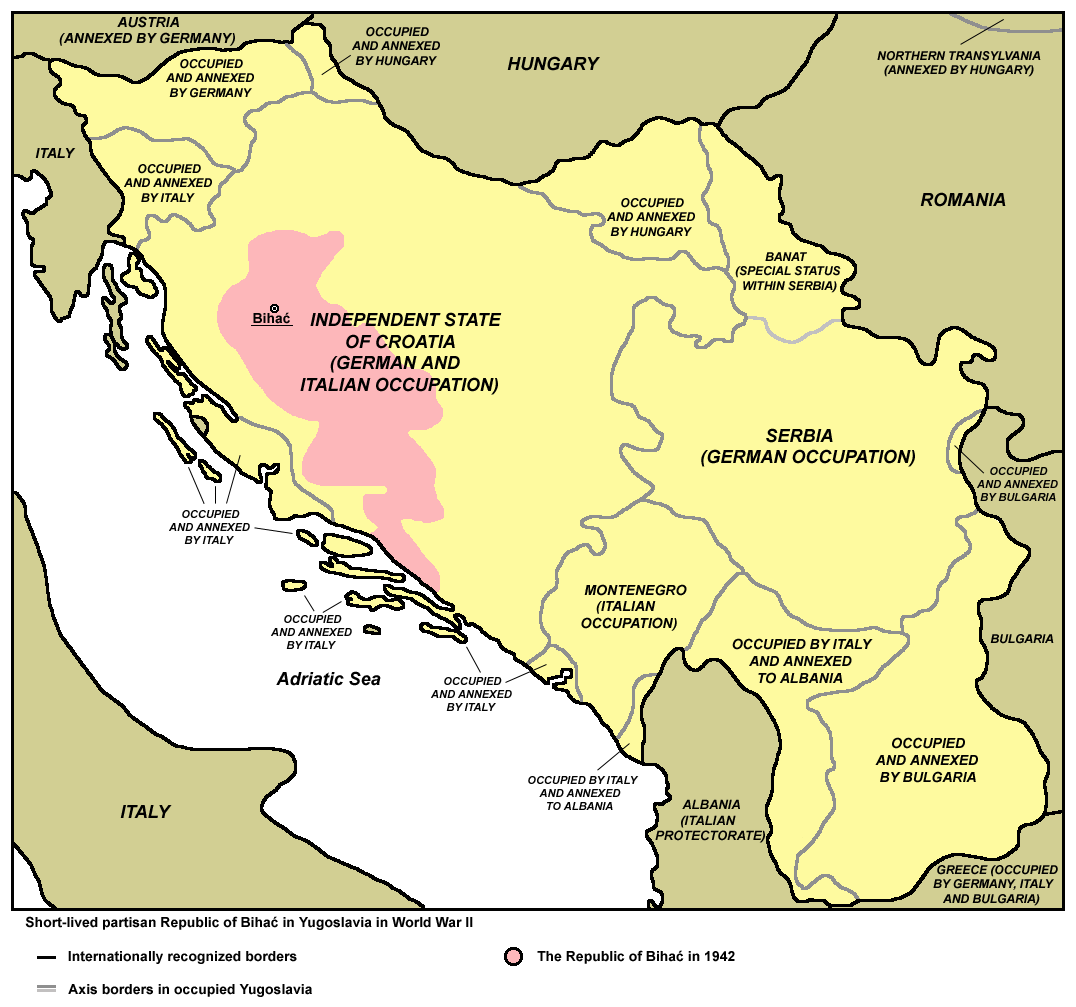
Контролируемая партизанами территория Западной Боснии с центром в городе Бихач, 1942 год

За время с 24 июня по 25 сентября 1942 года ударная группа в составе 1-й, 2-й, 3-й и 4-й Пролетарских бригад, а вслед за ней 5-я Черногорская бригада и Герцеговинский партизанский отряд, преодолев расстояние в 250 км, с боями пробились в Боснийскую Краину. Первоначально ударная группа пролетарских бригад насчитывала 3800 бойцов, имевших на вооружении 3050 винтовок, 175 пулемётов, 15 миномётов и две пушки. Совершая марш по долинам и горам Боснии, бойцы жили в лесах, спали на земле. Им не хватало продовольствия, медикаментов и боеприпасов. По воспоминаниям участников, хуже всего было то, что у них закончилась соль, из-за недостаточного питания люди страдали от цинги. Вместе с тем, несмотря на трудности, в ходе марша ряды партизан пополнялись добровольцами, в большинстве сербами. В ноябре Верховный штаб расположился в городе Бихач. Переход в новый район позволил партизанам не только сохранить основные силы, но и расширить базу пополнения за счёт местного сербского населения. Этот регион НГХ находился в сфере германского и итальянского контроля. Из части своей зоны ответственности Италия выводила войска, замещаемые силами режима Павелича. С приходом сюда партизан Тито местные сербы видели в них единственную защиту от террора усташей.
Развитие НОПиДАЮ на втором этапе характеризовалось укреплением двух компонентов: территориального (партизанские отряды, группы отрядов и первые органы военно-тыловой власти), а также оперативного (манёвренного), представленного подвижными соединениями — бригадами. До 1 ноября 1942 года, то есть до создания НОАЮ, в составе НОПиДАЮ имелось 28 бригад, 15 отдельных пролетарских, ударных и молодёжных батальонов, а также 44 партизанских отряда. В соответствии с приказами Верховного штаба (февраль, сентябрь 1942 года) были созданы структуры тыловых военных властей — территориальные и местные комендатуры (сербохорв. komande područja i komande mesta), на которые возлагались функции тылового обеспечения действующих партизанских частей. Верховный штаб был высшим органом планирования и управления войсками, в первую очередь пролетарских бригад. Главные штабы в течение 1942 года выполняли функции командных оперативно-территориальных органов и высших органов власти на своей территории.

## Третий этап: ноябрь 1942 — лето 1944 годов

### НОАЮ в период до капитуляции Италии

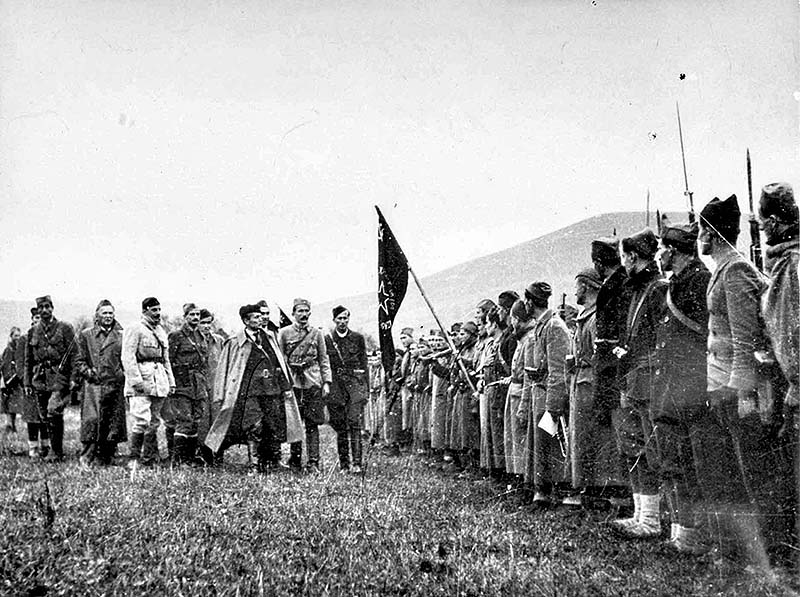
Тито проводит смотр 1-й Пролетарской бригады, Босански-Петровац, 7 ноября 1942 года

Идея формирования дивизий и корпусов созрела во время похода группы пролетарских бригад в Боснийскую Краину. 1 ноября 1942 года Верховный штаб принял решение о создании Народно-освободительной армии Югославии, состоящей из бригад, дивизий и корпусов. В этот день был отдан приказ о формировании 1-й и 2-й Пролетарских ударных дивизий, а 9 ноября — 3-й Ударной дивизии. Того же 9 ноября 1942 года образован 1-й Боснийский ударный корпус в составе 4-й и 5-й Краинских ударных дивизий, а также 6-й Восточно-Боснийской бригады. 22 ноября создан 1-й Хорватский корпус НОАЮ, в который были включены 6-я Ликская, 7-я Банийская и 8-я Кордунская дивизии. Вместе с тем 1-я и 2-я Пролетарские, а также 3-я Ударная дивизия были подчинены непосредственно Верховному штабу НОАЮ (ВШ НОПиДАЮ переименован в ВШ Народно-освободительной армии и партизанских отрядов (НОАиПО) Югославии приказом Тито от 20 ноября 1942 года). 30 декабря 1942 года в Славонии сформирована 4-я Славонская дивизия). 4-й Славонской дивизией командовал ГШ НОАиПО Хорватии. К концу 1942 года НОАЮ состояла из 2 корпусов, 9 дивизий, 37 бригад, 36 партизанских отрядов и 12 отдельных батальонов, общей численностью около 150 тысяч человек.
Состав первых дивизий был примерно одинаков. Дивизия включала 3 бригады, могла иметь роту тяжёлого оружия (сербохорв. prateća četa/пратећа чета), роту или взвод связи, минёрский (сапёрный) взвод, её численность составляла от 2,5 до 4 тысяч человек. Дивизия на постоянной или временной основе усиливалась партизанскими отрядами. Дивизии объединяли оперативно-тактические единицы с характеристиками пехотных и горных частей, могли действовать как самостоятельно, так и в составе корпусов, оперативных групп ВШ, а позже и армий. Корпус насчитывал от 2 до 4 дивизий. Средняя численность личного состава корпуса была около 15 тыс. человек. Боевое применение крупных соединений позволяло планировать и проводить операции для решения различных задач, включая освобождение территорий и городов. Согласно военной историографии Югославии, прорыв 1-й Пролетарской и 3-й Ударной дивизий в Среднюю Боснию (18 ноября 1942 — 15 января 1943 годов) открыл новый период войны, в течение которого проводились масштабные по целям и в значительной мере решающие операции по овладению стратегической инициативой. В течение этого периода, продолжавшегося до июня 1944 года, немецкое командование стремилось в больших наступательных операциях окружить и уничтожить главные силы ВШ НОАЮ.

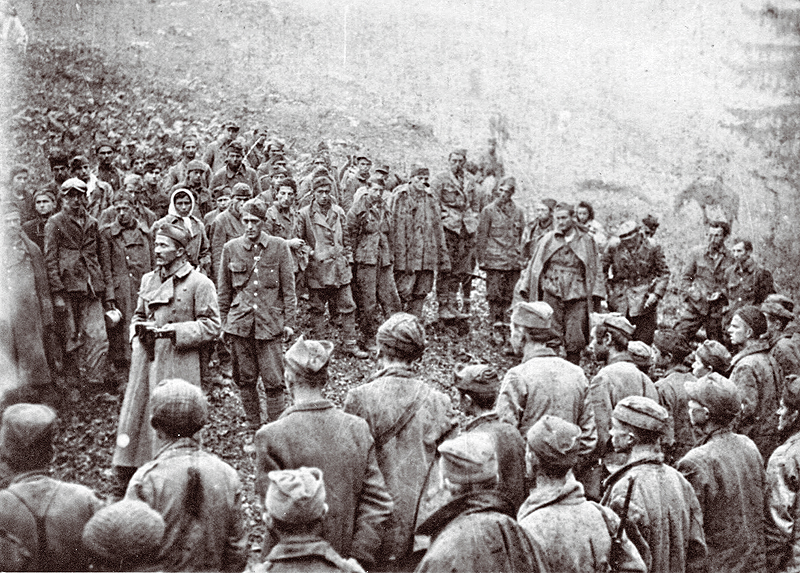
Командир 1-й Пролетарской бригады Данило Лекич беседует с бойцами перед прорывом на Сутьеске, июнь 1943 года

В течение 1943 года центр партизанского сопротивления оставался в Боснии. В ходе многомесячных военных действий больших масштабов, известных как битвы на Неретве и Сутьеске, НОАЮ сорвала планы германского командования по разгрому её главных сил, а также нанесла удар по крупным формированиям четников. Несмотря на трудности и проблемы, стоящие перед НОАЮ в первой половине 1943 года, тяжёлые потери Оперативной группы дивизий ВШ в битвах на Неретве и Сутьеске, а также сложности материального снабжения и санитарного обеспечения войск, в этот период времени шёл быстрый рост бригад, дивизий и корпусов, росла их роль в вооружённой борьбе. На день капитуляции Италии НОАЮ имела 54 бригады в составе 18 дивизий и 4 корпуса. В Хорватии и Воеводине были созданы группы ударных батальонов, из которых формировались бригады. В Сербии и Македонии создавались батальоны, не связанные с конкретной территорией, которые стали предшественниками народно-освободительных бригад. Наряду с созданием крупных соединений, продолжались формирование и развитие партизанских отрядов. С 1 января до 9 сентября 1943 года было сформировано или обновлено 96 партизанских отрядов, расформировано 47. Всего ко времени капитуляции Италии действовало 85 отрядов. В западной части Югославии они составляли основную силу при создании бригад, а, например, в Далмации группы партизанских отрядов действовали в отсутствие более крупных тактических формирований. В партизанских отрядах продолжалось создание ударных и молодёжных батальонов, которые затем целиком включались в состав вновь формируемых бригад. В Сербии в этот период началось укрупнение партизанских отрядов, из которых большая часть переводилась из ротного в батальонный состав (от одного до двух батальонов). Этим создавались условия для формирования бригад. Тем не менее в некоторых районах Сербии, Македонии и Косова по-прежнему действовали отряды небольшой численности и ротного состава.

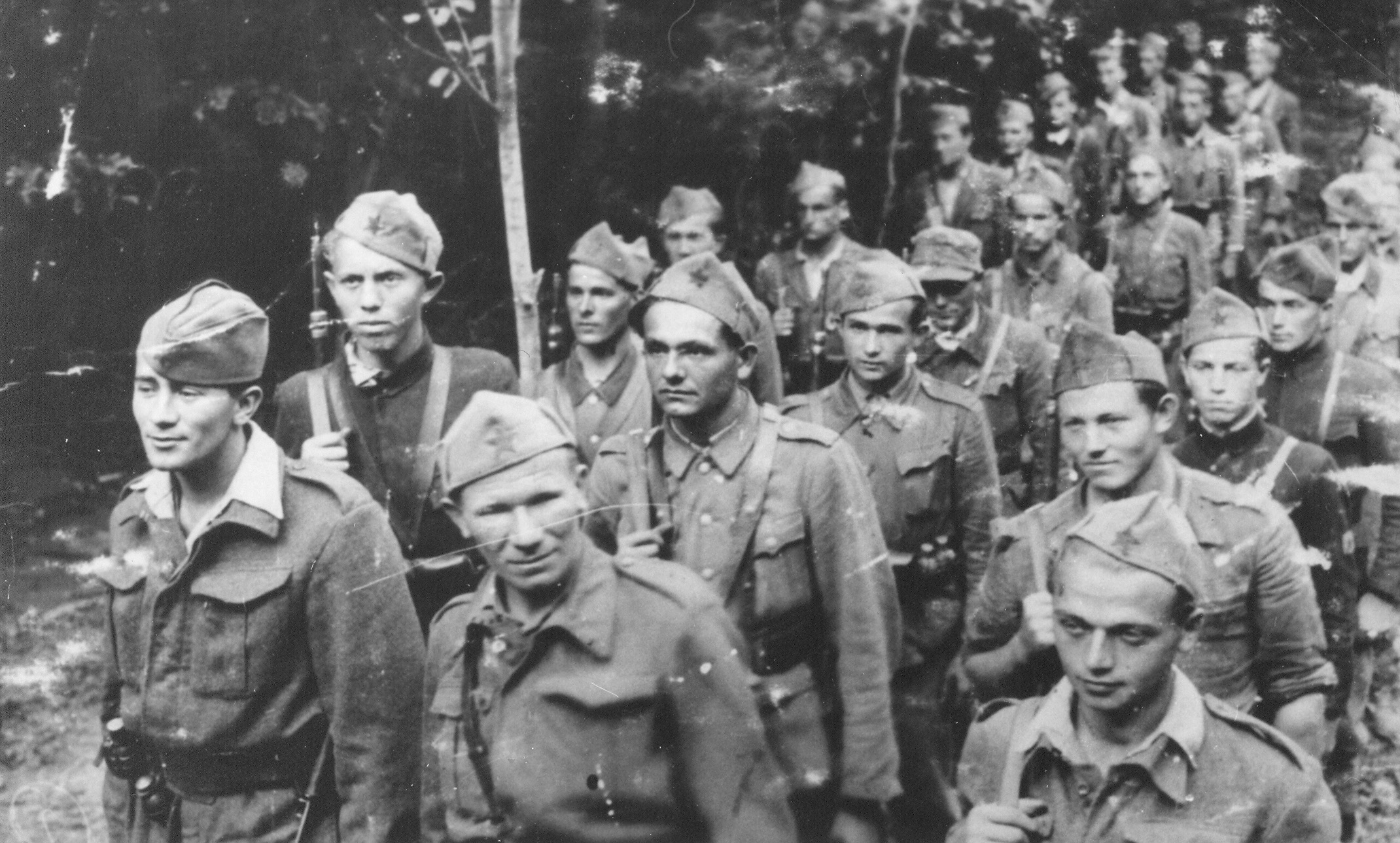
Диверсионный батальон Славонского корпуса, лето 1943 года

В этот период формировались крупные диверсионные подразделения, способные проводить масштабные диверсии. В Хорватии это были диверсионные батальоны, а в Словении — диверсионные взводы. Задачей тех и других являлось разрушение главных линий коммуникаций на Югославском фронте. При этом диверсии, как и ранее, оставались приоритетной задачей всех вооружённых формирований НОАЮ, а также боевых и ударных групп в оккупированных городах и крупных населённых пунктах. Одной из особенностей периода стало создание в организационной структуре НОАЮ подразделений родов войск и специальных служб, а также рост их влияния на огневую мощь и манёвренность частей и соединений. Дальнейшее развитие получили органы тылового обеспечения на освобождённых территориях, выполнявшие задачи мобилизационного, материального обеспечения, безопасности и медико-санитарной службы.
В первой половине 1943 года ВШ НОАиПО Югославии издал ряд приказов и наставлений по вопросам военного строительства и тактики боевых действий: наставления о ночной атаке на населённый пункт и о защите от боевых машин (конец декабря 1942 года); об организации защиты от атак с воздуха и отравляющих газов; инструкция для ГШ НОАиПО Боснии о действиях в неблагоприятных условиях (январь 1943 года); о порядке образования и организации органов военной власти в тылу (8 января 1943 года); инструкция для ГШ НОАиПО Сербии о формировании бригад (28 августа 1943 года). Значительным событием стало принятое в начале 1943 года решение о введении офицерских и подофицерских званий, вступившее в силу 1 мая 1943 года. 15 августа 1943 года были введены первые боевые награды НОАЮ: Орден Народного героя, Орден Партизанской звезды I-й, II-й и III-й степеней, Орден Национального освобождения, Орден Братства и единства, Орден «За храбрость» и одноимённая медаль.
В апреле и мае 1943 года югославский отдел Управления специальных операций (УСО), расположенный в Каире, направил в Югославию группы разведчиков для установления связи с партизанами. Первая британская миссия при ВШ НОАЮ была сброшена в Черногории на парашютах в ночь с 27 на 28 мая. В состав миссии, выступающей от имени Британского командования на Ближнем Востоке, входили: капитан Уильям Ф. Стюарт — руководитель, капитан Уильям Дикин, два радиста, переводчик и шифровальщик. После гибели Стюарта 9 июня управление миссией принял капитан Дикин. Первый груз английской помощи партизанам Тито был доставлен по воздуху 25 июня 1943 года, и с тех пор воздушные поставки проводились на регулярной основе. 17 сентября при Верховном штабе начала действовать англо-американская военная миссия во главе с бригадным генералом Фицроем Маклейном, которая сменила группу Дикина.

### НОАЮ в период от капитуляции Италии до сентября 1944 года
Наступление Красной армии на Восточном фронте и особенно высадка союзников на Сицилии поставили Италию летом 1943 года перед угрозой поражения. Усиление НОАЮ в Югославии, в первую очередь в Боснии и Герцеговине, вынуждало итальянские войска ограничиваться охраной крупных городов и важных линий коммуникаций. Ввиду нарастающей угрозы капитуляции Италии германское командование заменяло итальянские гарнизоны немецкими и размещало свои части там, где они могли быстро противодействовать возможной высадке войск союзников. Однако некоторые территории после ухода итальянцев занимали партизаны, и немцам приходилось снова отвоёвывать их. По мере приближения падения Италии перед германским Главнокомандованием на Юго-Востоке встала проблема удержания малыми силами обширных и охваченных партизанской войной районов, а также обеспечения безопасности протяжённого на сотни километров фланга на Адриатическом побережье от возможного вторжения превосходящих сил союзников. Видя сложность положения немцев и итальянцев, командование НОАЮ активизировало действия на западных югославских землях, особенно в районе Сараева.
Несмотря на предпринимаемые германским командованием меры, капитуляция Италии, объявленная 8 сентября 1943 года после тайных переговоров между союзниками и правительством Бадольо, стала неожиданностью как для немецких, так и для итальянских командиров. Остро встал вопрос, кто получит контроль над итальянским вооружением. Немцы срочно начали операцию «Ось» по взятию под свой контроль итальянской зоны оккупации и разоружению итальянских частей, нежелающих продолжать войну на стороне Германии. Командование НОАЮ в этой обстановке также воспользовалось возможностью получить оружие, боеприпасы, снаряжение и продовольствие, а также привлечь часть итальянских военных в свои ряды. В руках пролетарских дивизий, боснийских и герцеговинских, косовско-метохийских, македонских, словенских, хорватских и черногорских партизанских соединений и частей оказалось вооружение четырёх итальянских дивизий и множества меньших подразделений (по другим данным, почти полное вооружение около 12 дивизий). Согласно историку Клаусу Шмидеру, партизанам достались 50 тысяч винтовок и «почти неограниченные» запасы боеприпасов. Этот успех сопровождался повсеместным притоком добровольцев в ряды НОАЮ, воспринявших капитуляцию Италии как начало поражения стран «оси» и решивших присоединиться к победителям, в результате чего армию пополнили около 80 тысяч новых бойцов. На сторону партизан перешли полностью или частично итальянские дивизии «Тауринензе» и «Венеция». Были освобождены большие территории на Адриатическом побережье, от Триеста (исключительно) до Улциня, за вычетом нескольких городов.

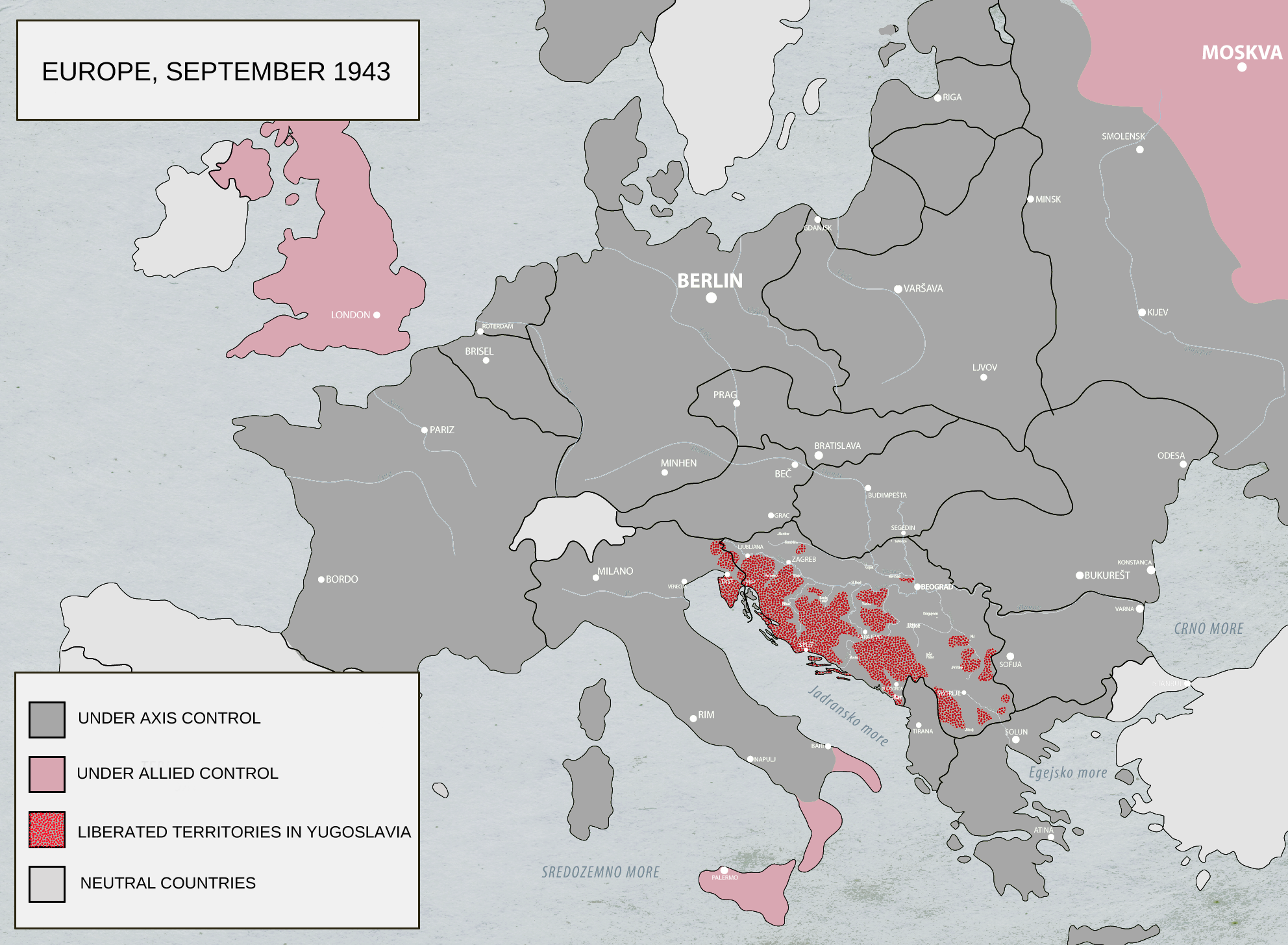
Капитуляция Италии и восстание в оккупированной Югославии, 1943 год

В результате массового притока добровольцев, включая растущее число хорватов и мусульман, только в сентябре и октябре в Словении, Истрии, Хорватии, Лике, Горски-Котаре, Далмации и Черногории были созданы 32 бригады, 8 дивизий и 4 корпуса. Одновременно в Сербии формировались четыре бригады, а в Македонии — две. Однако, как и во времена Ужицкой республики, новообразованные подразделения не имели ни опыта, ни сплочённости, чтобы успешно противостоять масштабному немецкому наступлению. В ходе антипартизанских операций «Истрия» и «Волькенбрух» (сентябрь — ноябрь 1943 года) войска немецкой группы армий «Б», переброшенные из Италии, оккупировали Западную Словению и Истрию, а партизанам был нанесён значительный урон, в частности, с 9 сентября по 22 ноября 1943 года немцы захватили 716 пулемётов и 12 427 единиц ручного стрелкового оружия; большей частью это было оружие, добытое у итальянцев после 8 сентября. В тот же период части 2-й танковой армии вермахта овладели всем побережьем Далмации (без островов). Бои за город Сплит длились 14 дней, в течение которых ожесточённое сопротивление ветеранских пролетарских бригад позволило партизанам эвакуировать из города трофейное итальянское оружие и военную технику, боеприпасы и снаряжение. В целом германским войскам удалось до ноября вернуть под свой контроль большую часть бывшей итальянской зоны оккупации. Однако контроль этот был не повсеместным. Силы партизан продолжали успешно удерживать целые местности. Вместе с ранее освобождёнными территориями в Средней и Западной Боснии, Славонии и других областях новые районы образовывали обширное пространство под контролем НОАЮ.
Несмотря на меры, предпринятые немецким командованием, капитуляция Италии означала для вермахта переход в оборонительную фазу борьбы. Он не располагал в Югославии достаточным количеством войск, чтобы компенсировать отсутствие итальянского контингента и остановить растущее Сопротивление. 1 ноября 1943 года главнокомандующий на Юго-Востоке генерал-фельдмаршал фон Вейхс отметил, что боевые действия в зоне его ответственности «утратили характер борьбы с бандитизмом» и в обозримом будущем приведут к образованию «большевистского боевого района» на всём Юго-Востоке, непосредственно у границ рейха. По его оценке, война против Тито теперь имела больший приоритет, чем оборона Адриатического побережья от высадки союзников.
Огромные военные трофеи значительно изменили организационную структуру НОАЮ и усилили её огневую и ударную мощь, создали возможности для широких наступательных действий. Усиление армии и связанных с этим политических позиций народно-освободительного движения способствовали проведению 29 и 30 ноября 1943 года в городе Яйце II сессии Антифашистского вече народного освобождения Югославии (АВНОЮ) и образованию Национального комитета освобождения Югославии (НКОЮ) из представителей коммунистического движения с прерогативами правительства. На II сессии АВНОЮ было принято решение о введении всеобщей воинской обязанности, соответствующий указ издал НКОЮ. Воинский призыв граждан в возрасте от 18 до 50 лет стал широко применяться со второй половины 1944 года, после освобождения большей части югославской территории.
Следствием итальянской капитуляции стало создание заморских бригад НОАЮ (сербохорв. prekomorske brigade/прекоморске бригаде). После Апрельской войны 1941 года и оккупации Югославии было интернировано и оказалось на территории Италии в лагерях для военнопленных значительное число военнослужащих югославской армии. Многие югославы из бывших австрийских земель, присоединённых к Италии после Первой мировой войны, а также из зоны итальянской оккупации, были мобилизованы в рабочие батальоны. Капитуляция Италии побудила многих из них присоединиться к народно-освободительному движению. Часть из тех, кто находился в Северной Италии, сумели прорваться в Югославию, где они вступали в НОАЮ. Те, кто находился в Центральной и Южной Италии, собирались в лагерях для интернированных в Таранто и около Карбонары (возле Бари). Здесь, при участии миссии НОАЮ в Бари, с октября 1943 до 1945 года было сформировано пять заморских бригад. Первые две бригады вооружались трофейным итальянским оружием, 3-я, 4-я и 5-я бригады получили вооружение в рамках союзнической военной помощи. 20 октября 1943 года в Карбонаре была создана 1-я Заморская бригада в составе четырёх батальонов и численностью 1886 человек. С 16 ноября по 5 декабря её эшелонами перебросили в сборный лагерь в Гравине, а оттуда союзническими судами на югославские острова Корчула и Хвар. На момент прибытия бригада насчитывала 2250 бойцов. Из подразделений 1-й Заморской бригады, высадившихся на острове Хвар, а также прибывшего из Гравины батальона, в начале декабря была сформирована 2-я Заморская бригада в составе четырёх батальонов и примерно одной тысячи бойцов. После боёв на острове Корчула обе бригады в конце декабря были переведены на остров Вис, а позже направлены на материк и затем в Дрвар, где в конце января 1944 года они были расформированы, а их личный состав пополнил 1-ю Пролетарскую и 6-ю Ликскую дивизии.
С капитуляцией Италии связано создание осенью 1943 года первых иностранных подразделений НОАЮ из числа добровольцев — граждан зарубежных государств, в том числе итальянских и русских формирований.

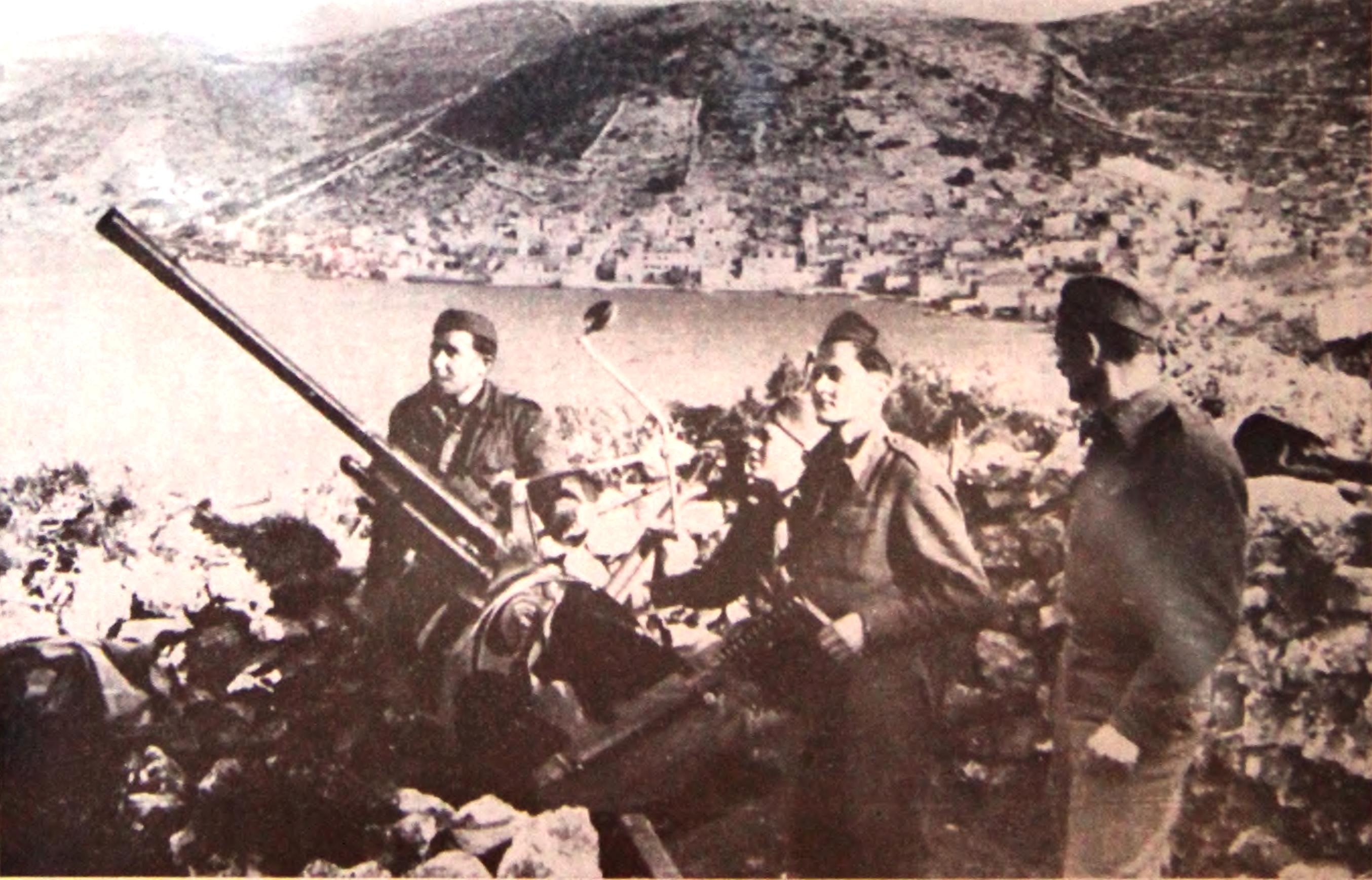
Зенитное орудие на острове Вис, 1943 год

После капитуляции Италии войска получили в числе трофеев значительное количество артиллерийских орудий. Ими оснащались имеющиеся и новые артиллерийские батареи и дивизионы в составе бригад, дивизий, корпусов, некоторых партизанских отрядов и групп ПО, а также подразделений ВМС. До середины 1944 года почти во всех частях НОАЮ имелись артиллерийские батареи различного состава, а в ряде соединений были артиллерийские дивизионы, состоявшие из 2—3 батарей. В конце 1943 года 6-я, 7-я и 8-я дивизии имели в своём составе, помимо артиллерийского дивизиона, также батальон тяжёлого оружия, состоявший из двух миномётных рот (миномёты калибра 31 мм) и противотанковой батареи 37-мм или 47-мм орудий. В это время начали появляться отдельные противотанковые дивизионы в составе дивизионной и корпусной артиллерии. В это же время появились и первые подразделения ПВО, когда от разоружаемых итальянских дивизий были получены 20-мм зенитные орудия и 8-мм пулемёты FIAT-Revelli M1935 и Breda mod. 37. Местом наибольшей концентрации артиллерии и средств ПВО стал остров Вис. После создания базы НОАЮ в Бари в октябре 1943 года туда стала поступать союзническая помощь, в том числе артиллерийские системы. Во второй половине октября 1943 года на остров Вис из Италии были доставлены первые шесть пушек и 100 тонн боеприпасов. Первые противотанковые орудия поставлялись калибра 40 и 57 мм и в первую очередь задействовались для противодесантной обороны острова, состоявшей в начале 1944 года из 53 противотанковых орудий калибра 40, 47 и 57 мм. Другие орудия находились соответственно в бригадном, дивизионном и противодесантном резерве. К началу 1944 года на острове находились пятнадцать 20-мм зенитных орудий в составе трёх батарей в секторе 26-й Далматинской дивизии. Вторым местом значительной концентрации зенитных орудий стал район города Яйце в период пребывания здесь ВШ НОАЮ. Для обороны района использовались три 20-мм орудия и несколько зенитных пулемётов. Отдельные зенитные орудия находились и в некоторых дивизиях или в артдивизионах для обеспечения воздушной обороны на марше и на огневых позициях. Так как в то время немецкая авиация действовала активно, а союзническая появлялась ещё редко, ГШ НОАиПО Хорватии создал специальный центр противовоздушной обороны, руководивший в том числе подготовкой зенитчиков.
17 октября 1943 года ВШ издал приказ об унификации интендантской службы. В состав ВШ и ГШ НОАиПО земель были введены экономические отделы, в штабах корпусов и дивизий — интендатуры, в бригадах, партизанских отрядах и батальонах — интенданты. В ротах, взводах, военных школах и госпиталях, территориальных и местных комендатурах (сербохорв. komande područja i komande mesta) были введены экономы. Реорганизацию интендантских служб по новым правилам предписывалось завершить до 1 декабря 1943 года. Интендатура корпуса имела автоколонну (автобатальон) и обозный батальон (vozarski bataljon / возарски батаљон), пекарню, мясное и ремесленное отделения, интендантский склад (с минимальными запасами на 5 дней) и базу для скота с запасом на 5 дней. Аналогичные подразделения дивизии обеспечивали запасы на 2 дня. В октябре в частях и соединениях создаются специализированные разведывательные подразделения. 28 октября 1943 года Главный штаб НОАиПО Хорватии издал приказ о формировании в каждой дивизии разведывательных рот в составе трёх взводов общей численностью от 50 до 60 человек. Задача роты заключалась в ведении разведки на глубину до 50 км. В бригаде и партизанских отрядах, состоявших из двух — трёх батальонов, создавался разведвзвод численностью от 25 до 30 бойцов, в батальонах — отделение.
Важным для НОАЮ стало решение о военной поддержке партизан Югославии, принятое на Тегеранской конференции трёх союзных держав. После длительных переговоров была основана югославская военная миссия при штабе верховного главнокомандующего союзными войсками на Средиземном море генерала Уилсона. К этому времени НОАЮ достигла военного и численного превосходства над четниками, лишившимися поддержки Италии и военной помощи Великобритании и США. Партизанские войска становились регулярной, хорошо организованной армией. Вскоре командование вермахта пришло к выводу о том, что НОАЮ и Тито были более опасными противниками, чем Михайлович и его отряды.
В конце 1943 года НОАЮ насчитывала 9 корпусов, 27 дивизий, 99 бригад, 105 партизанских отрядов и 20 отдельных батальонов — всего 300 тысяч человек. Силы Главнокомандования на Юго-Востоке и коллаборационистские войска насчитывали к концу 1943 года 31 дивизию, 17 отдельных бригад, в общей сложности 650 тысяч человек. Из этого числа 19 дивизий были немецкими — около 300 тысяч человек. Боевой состав немецких войск насчитывал около 254 тысяч человек (около 240 тысяч человек во 2-й танковой армии и 14 тысяч в Сербии).
Зима 1943/1944 года не принесла передышки, необходимой для подготовки и слаживания партизанских частей и соединений. Командование группы армий «Ф» провело цикл крупных операций («Шаровая молния», «Шнештурм» и «Вальдрауш» — так называемое «шестое наступление»), который стал по охвату территории и привлечённым силам (13 дивизий и 4 отдельных полка) одним из самых крупных на югославских землях. Учитывая предыдущий опыт, на этот раз операции 2-й танковой армии группы армий «Ф» преследовали ограниченные цели: уничтожение войск 2-го ударного и 3-го Боснийского корпусов НОАЮ и, тем самым, устранение непосредственной угрозы их продвижения в Южную Сербию из Восточной Боснии и Санджака, овладение среднедалматинскими островами (необходимыми для защиты от возможного вторжения союзников) и ликвидацию некоторых партизанских группировок на территории НГХ. Военные действия продолжались с начала декабря 1943 года до середины февраля 1944 года в Восточной Боснии, Санджаке, Северной Далмации и Западной Боснии. Несмотря на ожесточённое сопротивление партизан, немецкие войска укрепили свои позиции на побережье, выбили 8-й корпус со всех островов, кроме острова Вис. 2-й и 3-й корпуса НОАЮ были вытеснены за Дрину и Лим, что временно устранило угрозу их прорыва в Сербию. В ряде мест (Приеполе и Корчула) немцы нанесли партизанам чувствительные потери. Вместе с тем Главнокомандованию на Юго-Востоке не удалось радикально переломить ситуацию в свою пользу. Немцы не уничтожили ни одного крупного соединения партизан. НОАЮ сохранила главные силы, удержала бо́льшую часть освобождённых территорий с центром в городе Дрвар, включая важный в плане поставок союзнической помощи остров Вис, а затем перешла в контрнаступление.
По оценке историка Клауса Шмидера, в начале 1944 года НОАЮ представляла собой с политической и военной точки зрения силу, которую не могли победить ни оккупанты, ни противники по гражданской войне. Соотношение сил если не полностью, то со значительной вероятностью устраняло угрозу достижения вермахтом решающего превосходства за счёт успеха в отдельной операции, как это было в 1943 году в ходе операции «Шварц». В стратегическом плане утрата адриатических островов была для НОАЮ менее важна, чем закрепление её войск на большей части Черногории, угрожающее прорывом югославских дивизий в Сербию и вынуждавшее немцев перейти к обороне. Другой противник НОАЮ — четники — хотя и контролировали политический центр Сербии, но, как показали бои на Неретве весной 1943 года, в прямом военном противостоянии с партизанами не имели шансов на победу.
23 февраля 1944 года в Дрвар, где располагался ВШ НОАЮ, прибыла советская военная миссия под руководством генерал-лейтенанта Николая Васильевича Корнеева. 12 апреля в Москве начала работу Военная миссия НОАЮ во главе с Велимиром Терзичем и Милованом Джиласом. В феврале 1944 года начинается доставка советских военных грузов для НОАЮ самолётами 5-й гвардейской авиационной дивизии дальнего действия (АДД) с аэродрома Жуляны, а в мае — с аэродрома Калиновка (под Винницей). Полёты осуществлялись без посадки на территории Югославии. С июля 1944 года переброска советской военной помощи велась как АДД с территории СССР, так и по договорённости с Великобританией и США самолётами специально созданной Авиационной группы особого назначения (АГОН) из состава 1-й авиационной транспортной дивизии ГВФ с советской базы снабжения на военно-воздушной базе союзников в Палезе (около Бари). Доставив грузы, самолёты АГОН перевозили в обратном направлении раненых бойцов НОАЮ для лечения в госпиталях союзников. АГОН оперативно подчинялась начальнику Советской военной миссии при ВШ НОАЮ. После немецкого десанта на Дрвар самолётом АГОН в ночь на 4 июня 1944 года была эвакуирована с Купрешко-Поле основная часть Верховного штаба НОАЮ во главе с И. Б. Тито, а также части советской и англо-американской военных миссий.
Основные события весны — лета 1944 года были связаны с военными действиями в Черногории, Санджаке, Северо-Восточной Боснии и Среме на направлениях прорыва НОАЮ в Сербию. В марте — мае специальная Ударная группа в составе 2-й и 5-й дивизий совершила прорыв в Сербию с задачей выхода в её южные районы и создания базы для последующих операций. Реализовать замысел не удалось: путь в Южную Сербию был заблокирован немцами, коллаборационистскими формированиями и четниками. Пройдя с тяжёлыми боями по Западной Сербии, дивизии вернулись в Санджак. 25 мая немецкое командование попыталось перехватить инициативу в ходе операции «Ход конём», которой планировалось уничтожить главные силы партизан во главе с верховным главнокомандующим. В результате ожесточённых боёв немцы захватили штаб-квартиру НОАЮ и систему связи, нанесли значительный урон 1-й Пролетарской и 6-й Ликской дивизиям, на какое-то время расстроили систему руководства армией. Однако основная цель — уничтожение главных сил ВШ и самого Тито — не была достигнута.
Операция «Ход конём» стала последней из четырёх немецких антипартизанских акций («Вайс-l», «Вайс-2», «Шварц» и операция «Ход конём»), нацеленных на уничтожение Верховного штаба и главных сил НОАЮ. В условиях высадки союзников в Нормандии и катастрофы немецких войск на Восточном фронте в результате Белорусской операции РККА вермахт не располагал резервами для укрепления группы армий «Ф» в её борьбе с партизанами (боевая численность немецких войск на 1 июня 1944 года составляла около 195 тысяч человек). С этого времени обозначился переход инициативы на Югославском фронте на сторону НОАЮ. Ядро партизанских сил всё более становилось регулярной армией. Тем самым завершался обширный и динамичный решающий период войны (декабрь 1942 — лето 1944 годов), за время которого НОАЮ отразила 11 крупных наступлений неприятеля, осуществила 7 масштабных операций, сочетающих в себе комбинацию оборонительных и наступательных действий.
В конце июня 1944 года НОАЮ имела 12 корпусов, 39 дивизий, военно-морские силы и 1-ю истребительную авиационную эскадрилью, общей численностью 350 тысяч человек. После эвакуации из Дрвара ВШ НОАЮ располагался на острове Вис, освобождённом в октябре 1943 года и охраняемом 26-й Далматинской дивизией совместно с британскими союзниками. В июле 1944 года И. Броз Тито отправил с начальником советской военной миссии генералом Корнеевым письмо И. В. Сталину, подписанное 5-м числом этого месяца, в котором изложил просьбу о направлении Красной армии в Югославию через Карпаты и Румынию. В докладной записке Корнеева, представленной Сталину 31 июля, сообщалась устная просьба Тито о продвижении советских войск из Румынии в Сербию и о замысле маршала собрать при подходе Красной Армии к границам Югославии 10—12 дивизий с тем, чтобы с их помощью взять Белград.

## Четвёртый этап: реструктурирование армии по советскому образцу
Четвёртый период развития НОАЮ начался в сентябре 1944 года с вхождением на территорию Сербии войск 2-го и 3-го Украинских фронтов Красной армии. В течение этого этапа НОАЮ реструктурировалась в регулярную армию по советскому образцу для ведения фронтальных военных действий против соединений вермахта на востоке и юге НГХ. Партизанская война в Югославии отошла на второй план.

### Сентябрь — декабрь 1944 года

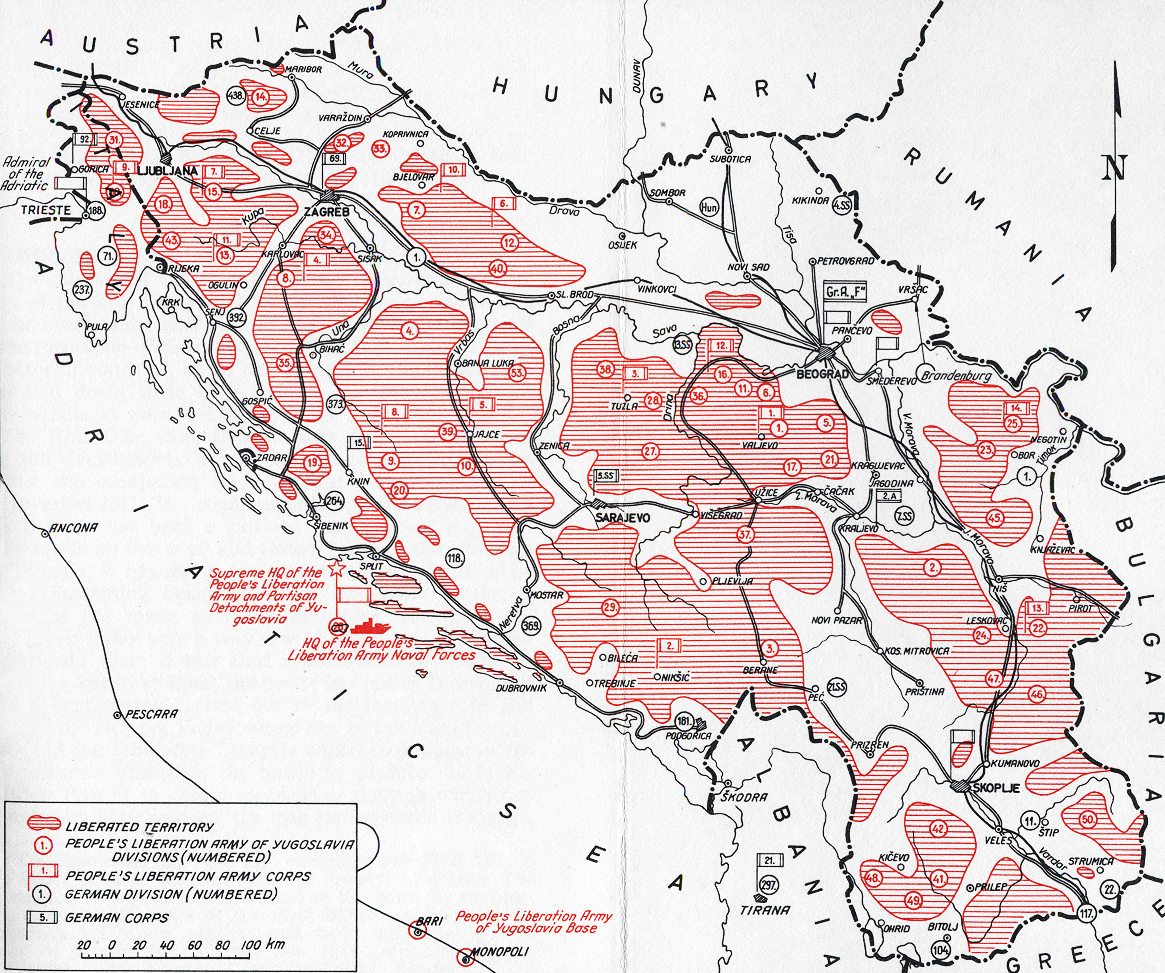
Карта территорий Югославии, подконтрольных НОАЮ, сентябрь 1944 года

Приближение Красной армии к границам Югославии означало для НОАЮ приход союзника и возможность овладения Белградом. 19 сентября Тито втайне от западных союзников отправился на советском военном самолёте в румынский город Крайова, откуда 21 сентября прибыл в Москву. В течение недельного секретного пребывания состоялись его переговоры со Сталиным и другими представителями советского руководства. Итогом стало соглашение о вступлении на территорию Югославии войск 3-го и части 2-го Украинских фронтов, а также Дунайской военной флотилии. Эта группировка должна была развернуть совместно с югославскими корпусами военные действия в Центральной Сербии и Воеводине. СССР обязался предоставить НОАЮ обширную военную помощь.
С середины 1944 года в оперативных документах немецкого командования для обозначения войск НОАЮ начинают применять термины «партизаны», «дивизии» и «корпуса» вместо принятого до этого обозначения «банды». На совещании 21 сентября генерал-фельдмаршал фон Вейхс выразил мнение, что размеры, вооружение, организация и характер операций партизанских войск позволяют рассматривать их в качестве регулярных вооружённых сил, с которыми рейх находится в состоянии войны.
В сентябре 1944 года 300-тысячная группировка Красной армии (по другим данным 100-тысячная) вошла в Югославию. Опытные и оснащённые тяжёлым вооружением советские дивизии сломили немецкое сопротивление и повергли немецкие тылы в состояние хаоса, облегчившее прорыв в Сербию 9 дивизий НОАЮ. Тем самым начался завершающий этап освобождения страны, на котором активно взаимодействовали югославские и советские войска. 20 октября был освобождён Белград, в ноябре при участии 51-й Воеводинской дивизии войсками 57-й армии 3-го Украинского фронта успешно завершена Батинская битва, ставшая самым крупным сражением за годы Второй мировой войны на территории Югославии.
После освобождения Белграда военные действия велись по трём основным направлениям. На Сремском фронте 1-й Пролетарский корпус, стремившийся идти в ногу с советским наступлением в Венгрии, столкнулся с сопротивлением германских войск на эшелонированном рубеже обороны между Дунаем и Савой. Хотя партизанские дивизии благодаря мобилизации насчитывали до 10 тысяч человек, ни у бойцов, ни у офицеров не было опыта фронтальных боевых действий. К середине декабря 1944 года части 1-го Пролетарского корпуса и 68-го стрелкового корпуса 3-го Украинского фронта вышли к Вуковару, но взять его не смогли. В январе 1945 года немцы серией контрударов нанесли большие потери вновь созданной югославской 1-й армии и сумели стабилизировать фронт.
Второй эпицентр борьбы находился на направлении отступления группы армий «Е» из Греции, которое после потери немцами Велико-Моравской долины велось через Косово, Санджак и Западно-Моравскую долину в сторону Восточной Боснии. 12 октября 1944 года войска группы армий «Е» оставили Афины и только 31 октября 1944 года смогли эвакуироваться из города Салоники. К этому времени единственным доступным для отхода группы армий «E» оставался маршрут: Скопье — Косовска-Митровица — Кралево — Чачак — Ужице — Сараево. Вермахт организовал оборону Кралевского плацдарма (22 октября — декабрь 1944 года), прикрывая дорогу Белград — Салоники и обеспечивая непрерывную переброску войск, военной техники и снаряжения через Дрину на Сремский фронт. Сражение за Кралево продолжалось с 22 октября по 2 ноября 1944 года. В этот период части 14-го корпуса НОАЮ и советского 68-го стрелкового корпуса прилагали усилия для прорыва немецкой обороны и окружения немецкой группировки. Кульминацией боёв стала попытка наступающих выйти в тыл немцев через Чачак, которая закончилась неудачей и значительными потерями. Группа армий «Е» удержала путь отхода своих войск в Восточную Боснию. Благодаря прибывшим из Греции подкреплениям, германским войскам также удалось разблокировать 18 декабря 21-й горный корпус в Черногории.
Третье направление операций охватывало Герцеговину и Далмацию. После оставления Белграда в качестве основной угрозы для войск Юго-Востока немецкое командование рассматривало наступление Красной армии в долинах Дуная, Савы и Дравы. По этой причине командование 2-й танковой армии спешно организовывало оборону восточного рубежа, перебрасывая части с Адриатики и не считаясь с утратой линий коммуникаций вдоль побережья Далмации. Первоочередной задачей являлось соединение левого фланга группы армий «Ф» с правым флангом группы армий «Юг», действующим в Западной Венгрии. Используя сложившуюся обстановку, 26-я Далматинская дивизия во взаимодействии с ВМС и ВВС союзников, а также ВМС НОАЮ, освободила в сентябре — ноябре среднедалматинские острова и побережье от Задара до Дубровника. Кульминацией партизанского наступления стало окружение и уничтожение в начале декабря войсками 8-го Далматинского корпуса большей части 264-й пехотной дивизии вблизи Книна. Катастрофа всего правого фланга немецкого фронта не состоялась только из-за начавшейся зимы, усталости подразделений НОАЮ и политической напряжённости в отношениях между Белградом и западными союзниками.

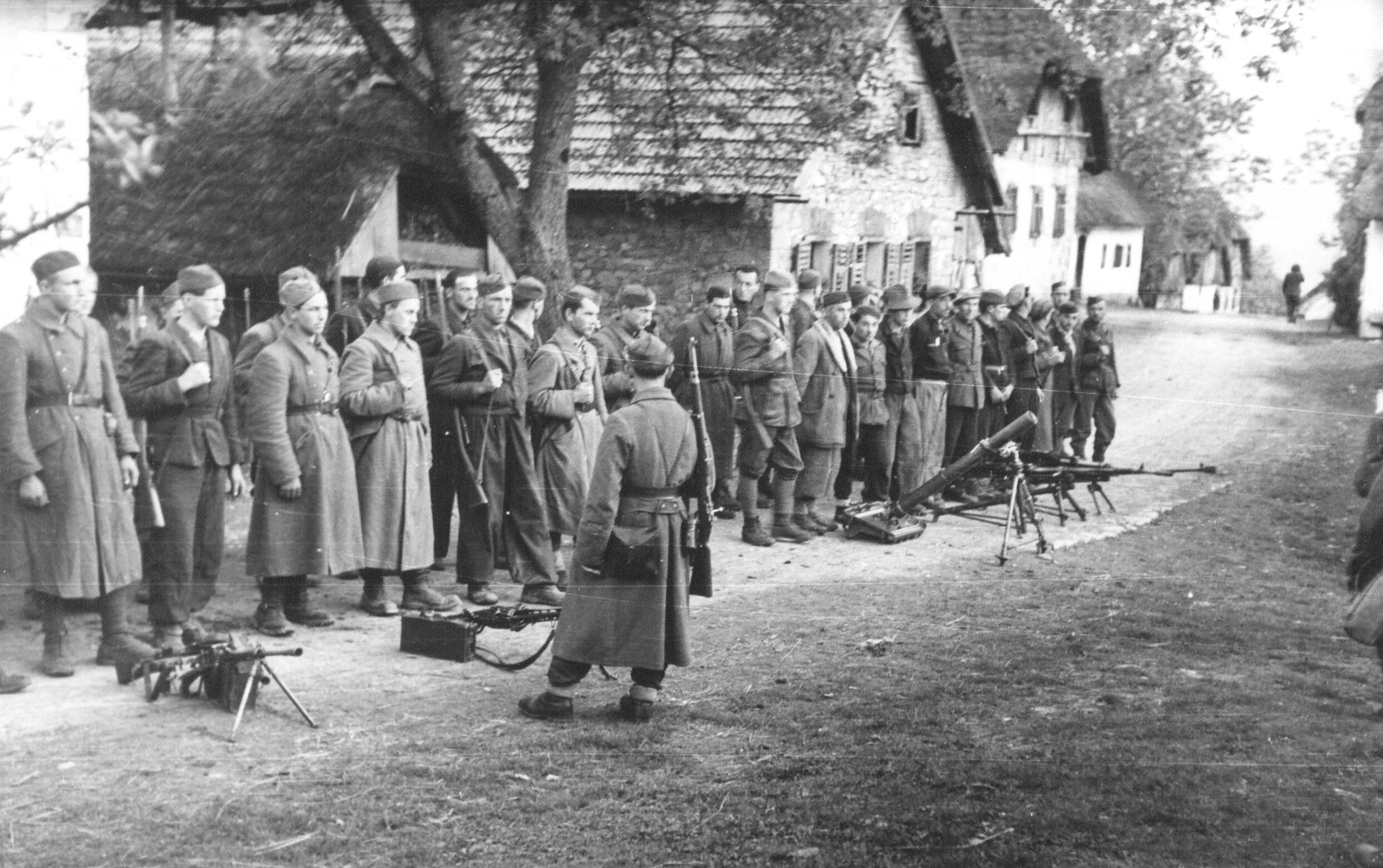
Мобилизация новых бойцов в Словении, 1944 год

К концу 1944 года, действуя совместно с войсками Красной армии, Болгарии и Албании, НОАЮ освободила Сербию, Воеводину, Баранью, Македонию, Косово, Далмацию, Черногорию и значительную часть Боснии и Герцеговины. В то же время корпуса НОАЮ под командованием ГШ НОАиПО Хорватии и Словении вели активные наступательные действия в немецком тылу на линиях коммуникаций и против отдельных крупных опорных пунктов противника. В результате первого этапа наступления югославских и советских войск на рубеже осени и зимы 1944 года установился стратегический фронт, протянувшийся к концу года с северо-востока страны от Вировитицкого плацдарма в Славонии, далее по Драве, через Срем, Боснию и Южную Лику до Адриатического моря. Советские войска в Венгрии, НОАЮ и западные союзники в Италии образовали юго-восточную часть кольца вокруг нацистской Германии.
В течение года активно формировались части и соединения ВВС, ВМС, создавались бригады родов войск: инженерные, артиллерийские, танковые, кавалерийские и другие. Весной и летом были сформированы с помощью западных союзников 1-я и 2-я истребительные эскадрильи, а в конце декабря с помощью СССР — 11-я истребительная и 42-я штурмовая авиационные дивизии.
К концу года были созданы значительные артиллерийские части и подразделения в бригадах, дивизиях и корпусах. Всего было сформировано 20 артиллерийских бригад. 16 июля на базе НОАЮ в Гравине была сформирована 1-я танковая бригада в составе четырёх танковых батальонов, инженерного батальона и батальона бронемашин, вооружённых 56 танками «Стюарт» и 24 тяжёлыми бронеавтомобилями «A.E.C.». Первые подразделения бригады были переброшены на остров Вис, а с сентября и до окончания войны 1-я танковая бригада принимала участие в освобождении Далмации, Черногории, Герцеговины, Лики, Хорватского Приморья, Триеста и Корушки. В середине сентября группа из 600 человек была отправлена в СССР для формирования там 2-й танковой бригады.
15 августа 1944 года создан Корпус народной обороны (КНОЮ) — специальное воинское формирование для обеспечения внутренней безопасности освобождённых территорий и борьбы с четниками, формированиями коллаборационистов и другими противниками народно-освободительного движения.
В феврале 1945 года изменениям подверглась организация корпусов. Приказами ВШ НОАЮ от 8 и 23 февраля 1944 года штабы были разделены на две части — оперативную и военно-тыловую. К оперативной отнесены отделы (сербохорв. odsek/одсек): оперативный, разведывательный, связи, вооружения, интендантский, медицинской службы и военный суд. К военно-тыловой — KVO/КВО (военная область корпуса) с отделами: мобилизационным, транспортным, медицинской службы, охраны населения и областного военного суда. КВО возглавлял заместитель командира корпуса. Исполнительными органами КВО были территориальные и местные комендатуры. В случае ухода оперативной (боевой) части корпуса с территории военной области, здесь оставались органы КВО, а её командиру напрямую подчинялись дислоцированные там партизанские отряды и другие вооружённые подразделения, защищавшие область. Этими мерами корпуса освобождались от территориально-управленческих и партизанских задач и полностью сосредоточивались на ведении военных операций. В первую очередь были сформированы военные области 2-го, 3-го, 5-го, 8-го и 11-го корпусов, затем 7-го, 9-го, 13-го и 14-го. До конца года было дополнительно сформировано 8 корпусов. В начале декабря в НОАЮ в целом было 17 корпусов.
Большинство корпусов включали артиллерийские дивизионы или группы, впоследствии артиллерийские бригады из 2—4 дивизионов, подразделения связи, разведывательные или штурмовые батальоны, танковые и запасные подразделения. Численность личного состава зависела от места и задач и колебалась от 10 до 50 тысяч человек.
На 31 декабря 1944 года НОАЮ имела в своём составе 15 корпусов, 61 дивизию, 248 бригад, 7 полков, 52 партизанских отряда, всего около 600 тысяч человек.

### Январь — май 1945 года: создание и развитие Югославской армии
На заключительном этапе войны перед НОАЮ стояла задача разбить укреплённую группировку германских и коллаборационистских войск общей численностью около 680 тыс. человек. НОАЮ противостояли 7 германских армейских корпусов, включающих 26 дивизий, численностью около 450 тысяч солдат, а также значительные силы коллаборационистов, насчитывавшие 18 дивизий — около 230 тысяч солдат. Для решения этой задачи требовалось создание крупных войсковых объединений, способных сломить укреплённую оборону противника на стратегическую глубину, обеспечить его преследование и пленение. С учётом этого 1 января 1945 года приказом ВШ НОАЮ создаются 1-я, 2-я и 3-я армии, а 2 марта — 4-я армия.
Решением Председателя Комитета народной обороны Национального комитета освобождения Югославии и Верховного Главнокомандующего И. Броза Тито от 1 марта 1945 года НОАЮ была переименована в Югославскую армию (ЮА), ВМС НОАЮ в Югославские военно-морские силы, а Верховный штаб — в Генеральный штаб ЮА (Генштаб). Формирование армий и реорганизация НОАЮ стали заключительным этапом военного строительства в годы войны. Войсковая армия стала крупнейшей стратегически-оперативной единицей, состоящей из дивизий и предназначенной для самостоятельных военных действий на стратегическо-оперативном направлении. Помимо дивизий, в состав армии входили артиллерийские, танковые, инженерные и запасные бригады, полк или батальон связи, два противотанковых дивизиона, тыловые подразделения и учреждения. Численность армии составляла около 100 тысяч человек. В структуре армии не предусматривалось корпусов, хотя некоторое время они ещё продолжали существовать до их расформирования.
Штабы армий подчинялись Верховному штабу (после 1 марта — Генштаб) и руководили армейскими операциями. Сформированные армии обеспечили успешное проведение заключительных наступательных операций во взаимодействии с действующими в тылу противника дивизиями и корпусами ГШ Хорватии и Словении, а также югославскими ВВС и ВМС. План завершающих операций предусматривал нанесение главных ударов по двум сходящимся направлениям — из районов Адриатического побережья и Срема к границе Югославии с Италией и Австрией. Главной целью кампании являлась ликвидация группировки вермахта численностью около 400 тысяч человек в составе 13 дивизий и большого числа меньших частей. Первый удар планировалось нанести в Лике и Хорватском Приморье силами 4-й армии 20 марта 1945 года. Наступление на Сремском фронте было назначено на 12 апреля.

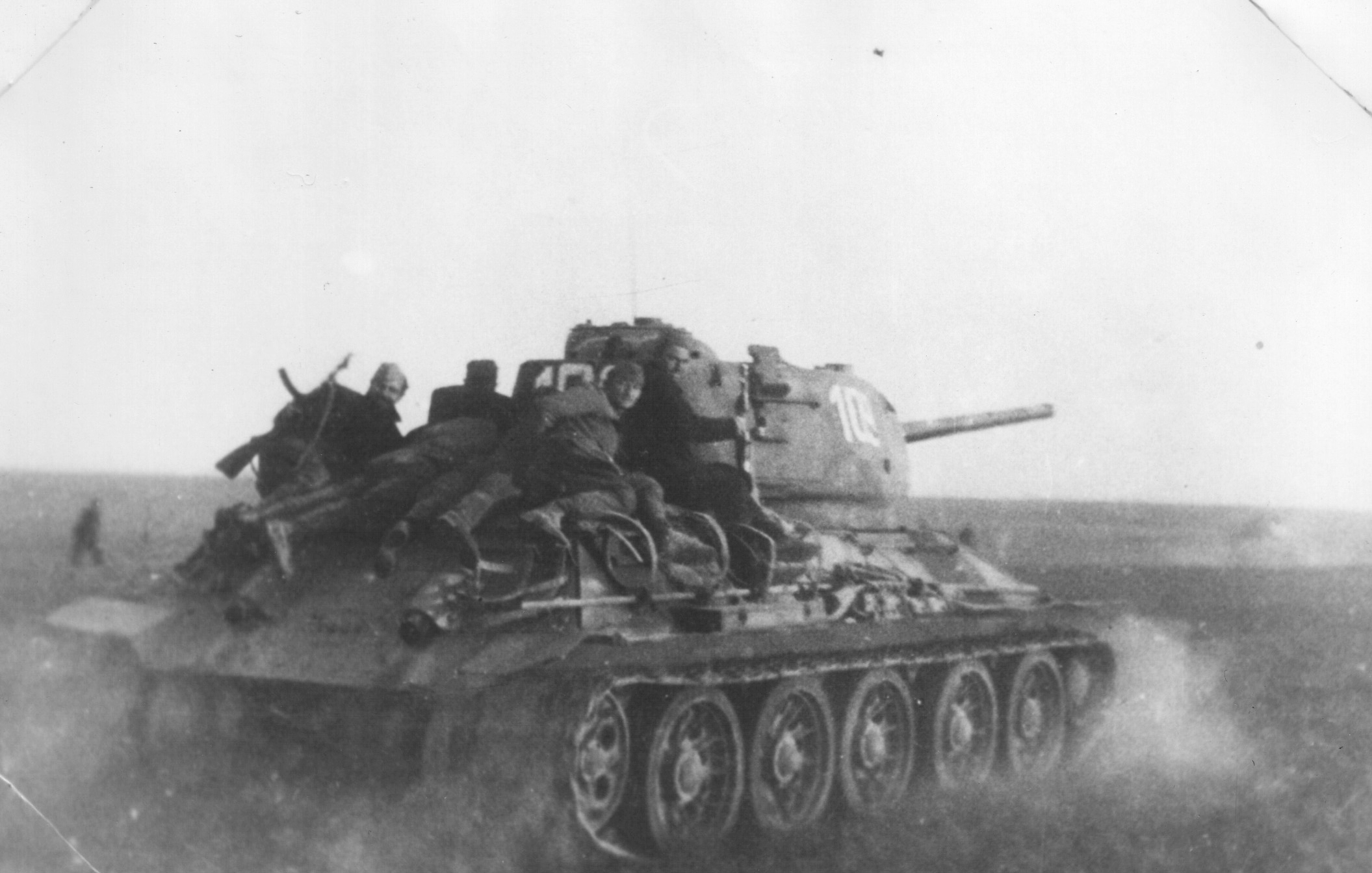
Прорыв Сремского фронта 12 апреля 1945 года

1-я армия была сформирована на базе 1-го Пролетарского корпуса на Сремском фронте. В её состав вошли 1-я Пролетарская, 5-я ударная, 6-я Ликская дивизия, 11-я и 21-я ударные дивизии и 1-я кавалерийская бригада. Возглавил армию генерал-лейтенант Пеко Дапчевич. К началу прорыва Сремского фронта 12 апреля 1945 года состав армии пополнили 15-й Македонский корпус (42-я и 48-я дивизии), 2-я, 17-я и 22-я дивизии, 2-я танковая, сапёрная и запасная бригады. В начале апреля армия состояла из 10 дивизий и 4 отдельных бригад общей численностью около 111 тысяч человек. На её вооружении находились 355 артиллерийских орудий, 1152 миномёта, 65 танков Т-34-85, 52 742 винтовки и 4993 пулемёта. Первоначально войска 1-й армии держали оборону на Сремском фронте и в Посавине, к югу от реки Сава. 12 апреля армия приступила к прорыву Сремского фронта. Для проведения этой операции были образованы три оперативные группы дивизий — северная, босутская и южная. После прорыва Сремского фронта 1-я армия продолжила наступление в направлении городов Джяково и Славонски-Брод, сломила немецкую оборону на реке Илова и совместно со 2-й армией освободила 8 мая Загреб. После этого преследовала вместе со 2-й и 3-й армиями немецкие войска до города Целле и участвовала в пленении группы армий «Е» в Штирии.
2-я армия была сформирована в Восточной Боснии из Южной оперативной группы дивизий НОАЮ. В состав армии вошли 14-й корпус (23-я, 25-я и 45-я дивизии), 17-я и 28-я ударная дивизии. Командиром армии был назначен генерал-лейтенант Коча Попович. Под оперативным управлением армии состоял 3-й корпус (27-я и 38-я дивизии), а с 17 марта — Сараевская оперативная группа корпусов (2-й, 3-й и 5-й). В армию входили также 1-я, 2-я и 3-я артиллерийские бригады. Накануне завершающего наступления, в середине марта 1945 года, 2-я армия располагала пятью дивизиями (17-я, 23-я, 25-я, 28-я и 45-я), 2-й и 3-й артиллерийскими, сапёрной и запасной бригадами. Всего около 58 тысяч человек, 42 артиллерийских орудия, 398 миномётов, 18 216 винтовок и 1566 пулемётов. 1 мая армия насчитывала около 110 тысяч человек. В период с января по март 1945 года 2-я армия вела ожесточённые бои с германскими, усташско-домобранскими войсками и четниками в Восточной Боснии. В завершающих операциях армия наступала через Добой, Дервенту и Баня-Луку в направлении нижнего течения реки Уна. Для эффективного командования силами армии, которым предстояло действовать на расходящихся направлениях, были образованы две оперативные группы дивизий: Унская оперативная группа (23-я, 28-я, 39-я и 45-я дивизии), которая нанесла поражение противнику в районе нижнего течения Уны и овладела городом Сисак, и Карловацкая оперативная группа (3-я, 4-я, 10-я и 34-я дивизии) для овладения городом Карловац. С 7 по 14 мая армия преследовала отступающие германские войска до населённых пунктов Зидани-Мост и Крань и приняла участие в пленении группы армий «Е» в Штирии.
3-я армия была сформирована из соединений и частей 12-го Воеводинского корпуса на Дравском фронте и в Баранье. В состав армии вошли 16-я, 36-я и 51-я дивизии. Оперативному командованию армии были подчинены 6-й Славонский корпус (12-я и 40-я дивизии), а также 10-й Загребский корпус (32-я и 33-я дивизии). Командармом был назначен генерал-лейтенант Коста Надь. 1 апреля 1945 года армия имела в своём составе 16-ю, 36-ю и 5-ю дивизии, а также запасную бригаду, а с 19 апреля также сапёрную бригаду и бригаду связи. Всего свыше 41 тысячи человек, 175 артиллерийских орудий, 441 миномёт, 14 666 винтовок и 1277 пулемётов. В январе 3-я армия вела оборонительные бои на Вировитицком плацдарме, а в марте остановила немецкое наступление на Болманском плацдарме. На заключительном этапе армия форсировала Драву, освободила Осиек, Нашице, Дони-Михоляц и продолжила наступление в направлении Вараждина, Марибора и Дравограда, вышла на югославско-австрийскую границу и совместно с 1-й армией и частями 4-й оперативной зоны Словении участвовала в пленении подразделений группы армий «Е» и усташских войск возле Дравограда и Блайбурга.

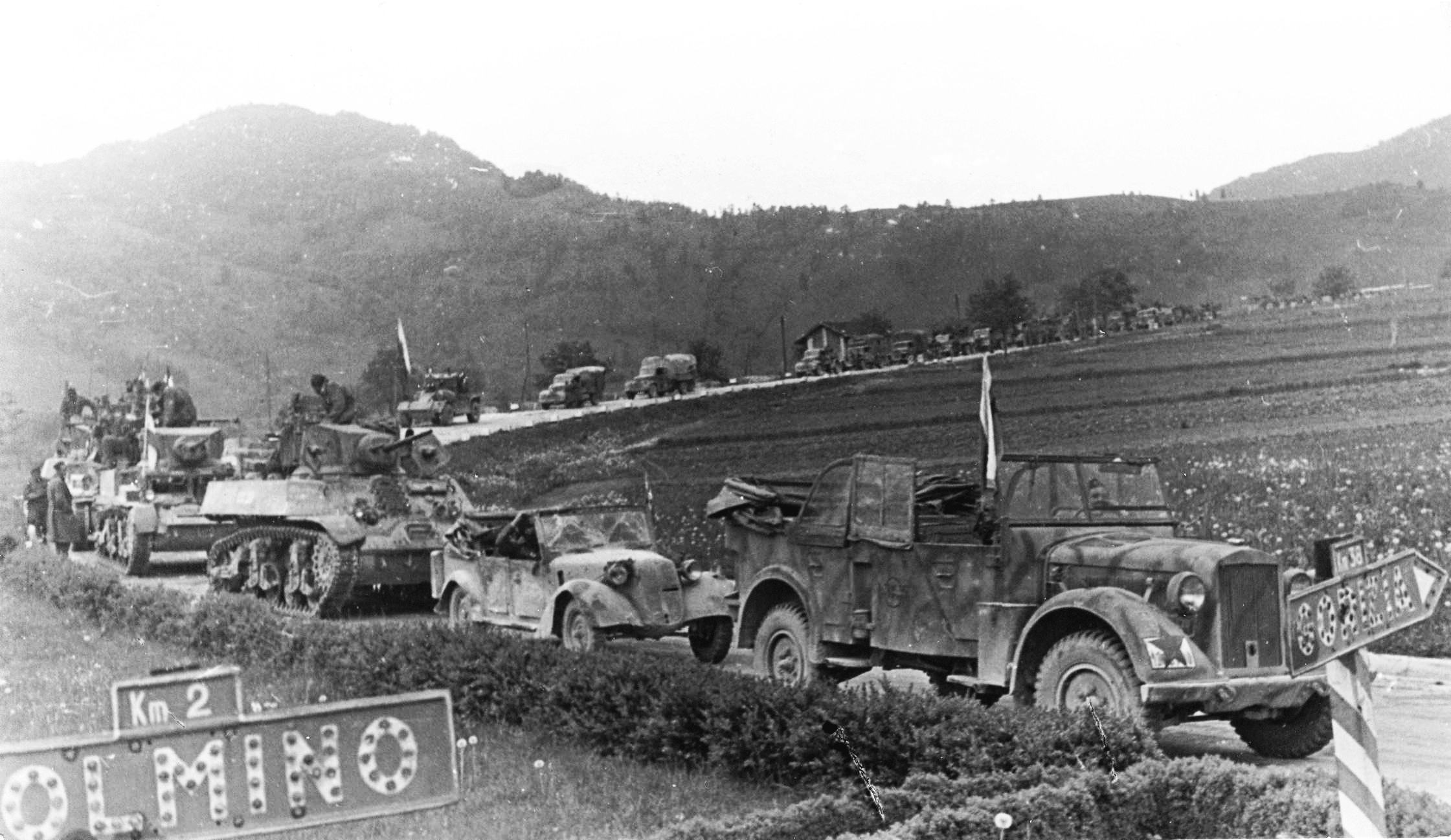
Моторизованный отряд 4-й армии наступает в направлении Толмина, май 1945 года

4-я армия была сформирована на фронте в Лике и Хорватском Приморье из частей 8-го, 11-го и 7-го корпусов. В её состав вошли из 8-го корпуса: 9-я, 19-я, 20-я и 26-я дивизии, 1-я танковая, артиллерийская и запасная бригады, из 11-го корпуса: 13-я, 35-я и 43-я дивизии, а из 7-го корпуса: 15-я и 18-я дивизии и артиллерийская бригада. Командовал армией генерал-майор Петар Драпшин. Перед заключительными операциями, 20 марта 1945 года, 4-я армия состояла из девяти дивизий, 1-й танковой, артиллерийской, сапёрной и запасной бригад, моторизованного артиллерийского дивизиона и полка связи. Всего около 67 тысяч человек, 150 артиллерийских орудий, 439 миномётов, 75 танков «Стюарт», 39 907 винтовок и 3613 пулемётов. Для проведения операций в Истрии и Словении командованию 4-й армии были оперативно подчинены 9-й корпус и морское командование северной Адриатики. После расформирования 11-го корпуса в апреле под командование армии были поставлены 13-я и 43-я дивизии, в то время как 35-я дивизия была расформирована. Затем в состав армии вошли 29-я дивизия и штаб 4-го корпуса с 7-й и 8-й дивизиями, а также артиллерийской бригадой. На 1 мая 1945 года 4-я армия насчитывала 110 тысяч человек. Заключительные боевые действия армия начала 20 марта 1945 года прорывом немецкой обороны в Лике. Её войска нанесли поражение германскому 15-му горному корпусу, освободили Бихач, Госпич и Хорватское Приморье. В ходе Риекско-Триестской операции в районе Илирска-Бистрица окружили и уничтожили немецкий 97-й корпус, изгнали оккупантов из Риеки, Триеста, Истрии и Словенского Приморья. С 7 по 15 мая моторизованный отряд армии овладел Гореньской, а также Корушкой, где соединился с подразделениями 3-й армии.

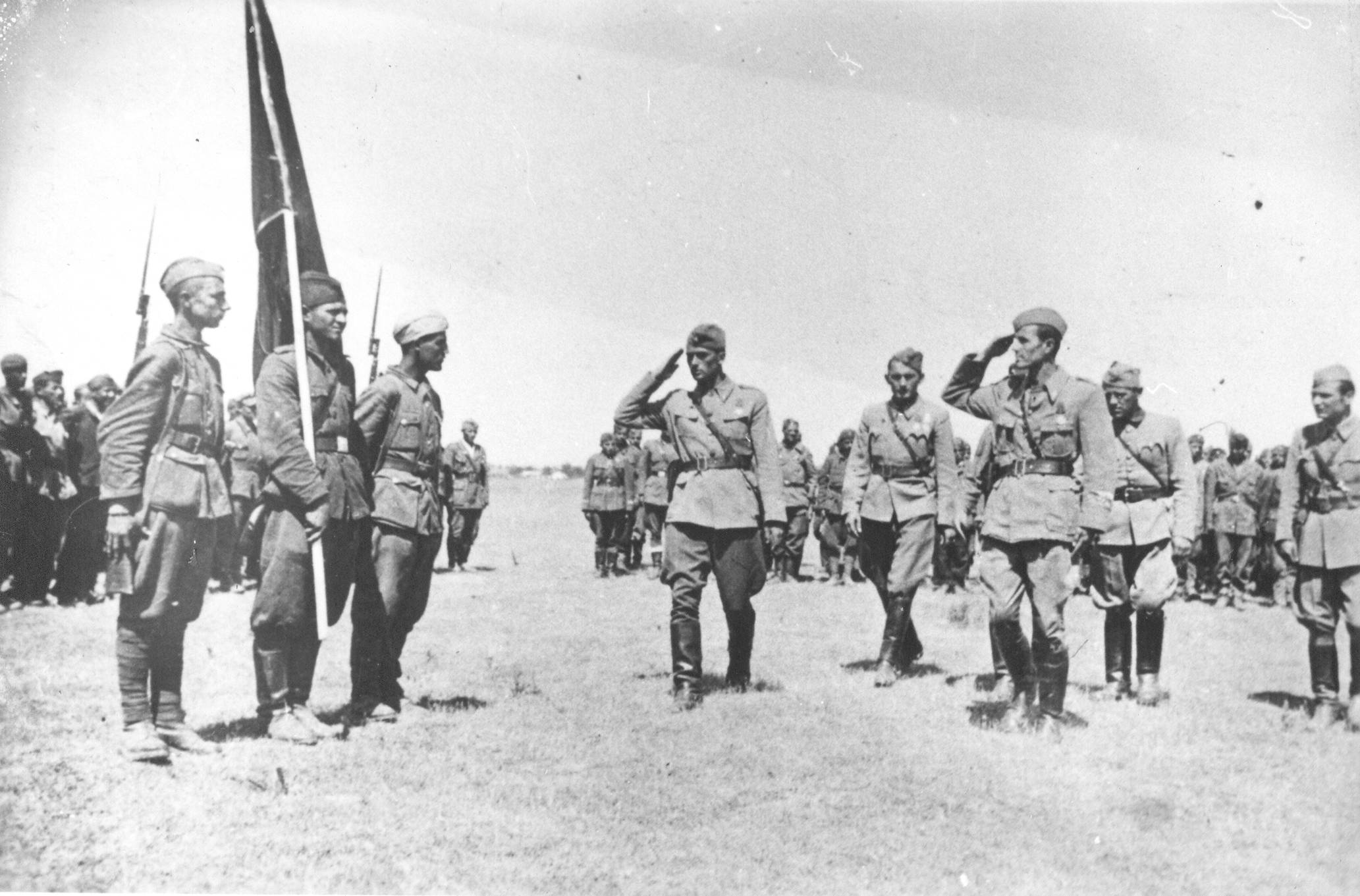
Смотр 1-й Македонской бригады 48-й дивизии на Сремском фронте, апрель 1945 года

В конце 1944 — начале 1945 года в штабах НОАЮ, а затем в Министерстве народной обороны начинают действовать советские военные советники. В это же время, до начала заключительных наступательных операций, ряд югославских дивизий из состава 1-й, 2-й и 3-й армий оснащались новым советским оружием, полученным в рамках помощи от СССР. Прежде всего перевооружались 10 дивизий: 1-я, 5-я, 6-я, 16-я, 21-я, 23-я, 25-я, 36-я, 45-я и 51-я. На территории Македонии советским оружием частично оснащались 42-я и 48-я дивизии 15-го корпуса, готовившиеся к отправке на Сремский фронт. В процессе начавшегося наступления ЮА ещё 5 дивизий были частично переоснащены оружием, поставленным из СССР. Вооружение войск 4-й армии состояло как из трофейного оружия и военной техники, так и из полученного от западных союзников.
По состоянию на последний день войны 15 мая 1945 года ЮА имела:
- армии: 1-я, 2-я, 3-я и 4-я, а в состоянии формирования находились 5-я, 6-я и 1-я танковая;
- корпуса: всего 6, в том числе 3-й, 4-й, 7-й, 9-й, 10-й и Корпус народной обороны, в период с 20 марта до 15 мая расформированы 7 корпусов (2-й, 5-й, 6-й, 11-й, 12-й, 14-й и 15-й);
- дивизии: всего 59, в том числе 49 пехотных, 7 дивизий КНОЮ, 2 авиадивизии и итальянская Гарибальдийская дивизия «Фонтанот»;
- бригады: всего 261, в том силе 171 пехотная, 29 бригад КНОЮ, 28 артиллерийских, 10 инженерных, 3 бригады ПВО, 2 танковые, 2 кавалерийские, 2 транспортные, 1 бригада связи, 1 железнодорожная и 12 запасных;
- полки: всего 9, в том числе 6 авиационных, 2 полка связи и 1 автомобильный;
- партизанские отряды: 3.

Общая численность армии составляла 800 тысяч человек.

### Партизанские отряды
Со времени начала восстания в Югославии в 1941 году партизанские отряды (ПО) были важной организационной формой вооружённых сил народно-освободительного движения. На 1 января 1945 года действовали 52 отряда. На 20 марта 1945 года они всё ещё составляли значительную часть ЮА (36 отрядов). В соответствии с военной стратегией партизанские отряды участвовали в боевых действиях в составе фронтов в Боснии и Герцеговине, а также в тылу неприятеля на оккупированных территориях Хорватии и Словении. В 1944 году было расформировано 195 отрядов. Личным составом ПО пополнялись другие воинские части ЮА, военно-тыловые органы и учреждения, а также подразделения Корпуса народной обороны Югославии. Последняя фаза расформирования партизанских отрядов происходила во время завершающих наступательных операций ЮА. В 1945 году было сформировано всего два новых отряда, на 15 мая в составе Югославской армии оставалось 3 партизанских отряда.

### Военно-воздушные силы
Создание военно-воздушных сил (ВВС) НОАЮ началось с середины 1943 года. 16 сентября 1943 года при ВШ НОАЮ начало действовать авиационное отделение. 14 октября ВШ издал приказ о формировании 1-й авиационной базы в Ливне, подчинённой непосредственно Верховному штабу. Личный состав базы в конце 1943 года был переброшен в Италию, а затем в Северную Африку, где в соответствии с подписанным 12 марта 1944 года в Дрваре соглашением между Тито и начальником англо-американской военной миссии Маклейном весной и летом 1944 года велось формирование 1-й и 2-й эскадрилий НОАЮ.

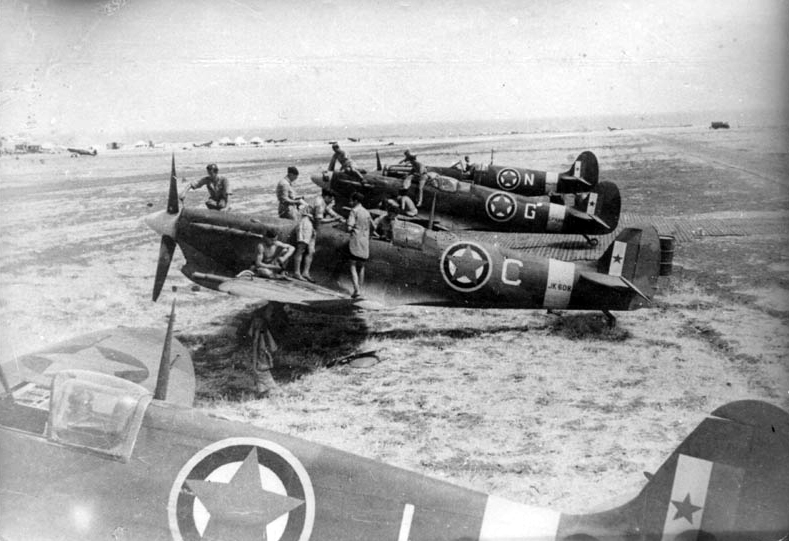
Спитфайры 1-й югославской эскадрильи перед первым вылетом 18 августа 1944 года, аэродром Канне, Италия

22 апреля 1944 года на авиабазе в Бенине, недалеко от Бенгази (теперь Ливия), была создана 1-я истребительная эскадрилья из 16 истребителей и 23 лётчиков Spitfire Mk.V. 1 июля на этой же авиабазе сформирована 2-я истребительная эскадрилья из 16 штурмовиков и 23 лётчиков Hurricane Mk.IV. 18 августа 1944 года на острове Вис формируется эскадрилья связи ВШ НОАЮ в составе четырёх, а позже десяти самолётов. Эта часть осуществляла связь между ВШ, корпусами и дивизиями на территории Югославии и базой НОАЮ в Италии. После освобождения Белграда она перебазировалась на аэродром в Земун и в 1945 году влилась в транспортную группу штаба ВВС. В конце июля — начале августа 1944 года на аэродроме в селе Неговуджа возле Жабляка формируется 3-я, а на аэродроме в Беране — 4-я авиабазы с задачами приёма союзнических самолётов, перевозивших грузы для НОАЮ и эвакуировавших раненых для лечения в госпиталях Италии. За время пребывания И. Броза Тито в Москве во второй половине сентября 1944 года была достигнута договорённость о формировании с помощью СССР двух авиационных дивизий. 16 октября в городе Бела-Црква было подписано соглашение между ВШ НОАЮ и командующим 3-м Украинским фронтом маршалом Ф. И. Толбухиным о выделении из состава 17-й воздушной армии авиагруппы генерал-майора Витрука в составе 10-й гвардейской ШАД и 236-й ИАД. Авиагруппа передавалась в оперативное подчинение верховному главнокомандующему НОАЮ, на её базе надлежало сформировать две югославские авиадивизии и подготовить их лётный состав. 29 октября образован штаб ВВС НОАЮ во главе с генерал-майором Франьо Пире. Югославские 42-я штурмовая авиационная дивизия и 11-я истребительная авиационная дивизия создавались в авиагруппе генерал-майора Витрука с конца декабря 1944 — начала января 1945 годов. Одновременно в Нови-Сад была создана 9-я авиабаза НОАЮ. Боевые вылеты югославских лётчиков начались с 17 января 1945 года. Авиагруппа генерала Витрука до конца войны обеспечивала задачи поддержки с воздуха действий 1-й, 2-й и 3-й армий в Среме, Баранье и Восточной Боснии.
По мере формирования новых авиадивизий совместно с советской и при поддержке британской стороны создавались командные структуры ВВС ЮА. 15 марта 1945 года приказом Министерства народной обороны был создан Оперативный штаб Группы авиационных дивизий, которому были подчинены 11-я ИАД, 42-я ШАД и 9-я авиабаза. Штаб ВВС исполнял до конца войны командные функции в отношении 1-й и 2-й эскадрилий посредством направления запросов штабу 281-го крыла британских ВВС, а в отношении Группы авиационных дивизий — до 1 мая 1945 года через штаб авиагруппы генерал-майора А. Н. Витрука.

### Военно-морские силы
Создание ВМС НОАЮ началось в Далмации в октябре 1943 года после капитуляции Италии, когда была освобождена значительная часть Адриатического побережья и островов, а также захвачено большое количество различных плавсредств (преимущественно малого тоннажа). 18 октября 1943 года был сформирован штаб ВМС во главе с Иосипом Черни, подчинённый штабу 8-го корпуса. 10 ноября Штаб ВМС утвердил 6 приморских секторов обороны побережья: 1-й Триестский, 2-й Кварнерский, 3-й Задарско—Шибеникский, 4-й Сплитский, 5-й Пелешацкий и 6-й Бока-Которский.
В 1944 году ВМС НОАЮ приняли активное участие в десантных операциях на острова Корчула и Брач, в ходе которых эти острова были освобождены от немецких войск.
1 марта 1945 года ВМС НОАЮ были переименованы в Югославские военно-морские силы (Югославский военно-морской флот), а штаб ВМС НОАЮ стал называться штабом Югославских ВМС (дислоцировался в городе Сплит). По приказу штаба ВМС от 16 марта 1945 года была проведена реорганизация морских прибрежных секторов. Вместо них сформированы 3 военно-морские и 5 прибрежных командований (сербохорв. pomorske i pomorsko-obalski komandi/поморске и поморско-обалски команди). Личный состав ВМС в начале марта насчитывал 12 тысяч 36 человек. К концу войны ВМС насчитывали в своём составе 9 батальонов морской пехоты, 44 артиллерийские батареи, флотилию из 9 вооружённых катеров (сербохорв. Naoružani brod/Наоружани брод), 10 флотилий патрульных катеров, десантную флотилию и примерно 130 вспомогательных судов.

## Потери НОАЮ за период 1941—1945 годов
Оценки потерь НОАЮ за весь период войны разнятся. Согласно изданному в 1982 году комплексному исследованию Военно-исторического института в Белграде «Narodno oslobodilačka vojska Jogoslavije», в годы войны погибли 305 тысяч партизан и 425 тысяч были ранены. Немецкий историк Хольм Зундхауссен писал о 173 тысячах 600 убитых членах партизанского движения. Из них больше половины являлись жителями НГХ. Боснийский историк Гай Трифкович приводит сведения хорватского демографа Владимира Жерьявича — около 237 тысяч погибших.

## НОАЮ и военные преступления
С началом войны перед командованием партизанских отрядов встал вопрос — как обходиться с коллаборационистами, военными противниками, дезертирами и так называемыми врагами народа? Зимой 1941/1942 года приказ ВШ НОАЮ обязал все партизанские отряды создать военные суды в составе трёх человек, чьей задачей было вынесение решений в отношении шпионов, изменников, дезертиров, по фактам грабежей, убийств и противодействия воинским подразделениям в исполнении их обязанностей. Судебные процессы часто были примитивными, иногда произвольными и политически мотивированными, а принятие и исполнение решений — скоротечными. На I сессии АВНОЮ, состоявшейся в 1942 году в городе Бихаче, был определён круг лиц, подлежащих наказанию со стороны НОАЮ. Это были так называемые предатели народа Павелич, Недич и Михайлович, большинство партий и организаций из королевской Югославии, включая правительство в изгнании в Лондоне, члены неподдержавшего народно-освободительное движение крыла Хорватской крестьянской партии, бо́льшая часть офицеров и почти весь коллаборационистский административный аппарат. Тем самым была создана основа для избирательного и политически мотивированного преследования противников за военные преступления под лозунгом исполнения «народной воли». В 1943 году в соответствии с решениями АВНОЮ была создана Государственная комиссия по установлению преступлений оккупантов и их пособников во время Второй мировой войны (сербохорв. Državna komisija za utvrđivanje zločina okupatora i njegovih pomagača iz drugog svetskog rata). Её приоритетной задачей был сбор сведений о подозреваемых лицах, жертвах, составе преступлений и имеющихся доказательствах. Инструкция ВШ НОАЮ от мая 1944 года обобщала практику работы военных судов и регулировала вопросы юрисдикции по делам: о военных преступлениях, «врагов народа», преступлений военнослужащих, а также в отношении военнопленных. Здесь впервые были определены понятия «военное преступление» и «враг народа». Вместе с тем определения оставляли большую свободу толкования и возможности для расправы с политическими противниками.
В мае 1944 года по секретному приказу Тито была учреждена общеюгославская специальная служба — Отдел защиты народа (сербохорв. Odeljenje za zaštitu naroda, сокращённо ОЗНА). Его подразделения и подчинённые им воинские формирования должны были, кроме ведения разведывательной и контрразведывательной деятельности, выявлять, допрашивать, арестовывать и ликвидировать политических противников, подпадавших под категории военных преступников, коллаборационистов, врагов народа и предателей. В августе 1944 года по указу АВНОЮ был создан Корпус народной обороны Югославии. На него возлагалась задача очистки освобождённых земель от шпионов, «пятой колонны» и дезертиров и передачи их в руки ОЗНА. В одном из приказов для командования КНОЮ, изданном в конце января 1945 года, Тито подчёркивал необходимость строгих мер против вооружённых формирований противника до их полного уничтожения и безоговорочной капитуляции. Секретный приказ руководителя ОЗНА Александра Ранковича от 9 апреля 1945 года усиливал политику истребления противников. Вместе с тем с ноября 1944 года среди жителей освобождённых территорий пропагандировался закон об амнистии, освобождавший от ответственности четников и домобран, не совершивших преступлений против народа.
Несмотря на попытки вести расследования и суды на основе верховенства закона, понятие вины толковалось расширительно. Репрессии применялись не только против вооружённых противников, но и части гражданского населения. Коммунистический режим направлял репрессивные меры против сообщников и пособников оккупантов, функционеров усташского режима, коллаборационистских администраций, членов карательных органов, многих других лиц, сотрудничавших с оккупантами. Жестокие акты возмездия осуществлялись в отношении представителей немецких и итальянских меньшинств. К югославским немцам применили принцип коллективной национальной ответственности и подвергли репрессиям всех поголовно. Набравшее силу в последние два года войны партизанское движение жестоко мстило своим противникам.
В конце войны ОЗНА и КНОЮ организовывали в массовом порядке казни сдавшихся в плен солдат вермахта, хорватских вооружённых сил, мусульман, словенских домобранцев и других коллаборационистов — реальных и предполагаемых военных преступников и «врагов народа». Казни в большинстве случаев проводились без суда. По оценке историков Института славяноведения РАН 2011 года, историография не располагает точными документальными данными о размерах репрессий. Вместе с тем имеющиеся сведения позволяют говорить о «десятках тысяч репрессированных, если не о существенно большем числе».

## Национальный состав НОАЮ
С момента возникновения НОАЮ рассматривала себя как силу общеюгославского народно-освободительного движения, подчёркивая равноправие народов Югославии и уважительное отношение к их традиционным национальным и региональным ценностям. Политическая ориентация КПЮ на национальное равноправие была обозначена уже в июле 1941 года в обращении ЦК партии к «сербам, хорватам, словенцам, черногорцам, македонцам и другим» народам, а также в программной статье Тито от 10 августа 1941 года, где перечислялись «области Югославии»: Сербия, Хорватия, Словения, Черногория, Босния и Герцеговина, Македония, Воеводина, Санджак и Далмация. 7 ноября 1941 года в обращении ЦК КПЮ к народам Югославии перечень югославских этносов был дополнен мусульманами. Национальная политика делала НОАЮ привлекательной для народов Югославии, но в особой степени она помогла привлечь на сторону партизан сербов, для которых война с оккупантами и усташским режимом НГХ имела характер борьбы за выживание. В течение всей войны 1941—1945 годов сербы составляли основную силу НОАЮ и понесли самые большие человеческие жертвы. Решающее значение для исхода войны имело привлечение в ряды партизан сербов из Боснийской Краины, Лики, Бании, Кордуна, Горски-Котара, Славонии и Срема, Косова и Метохии.
В конце 1942 года сербы составляли большинство в ядре НОАЮ: 1-м Хорватском и 1-м Боснийском корпусах, Оперативной группе дивизий Верховного штаба (ОГД ВШ). ОГД ВШ была образована преимущественно из партизан Сербии, Восточной Боснии, Герцеговины и Черногории. Сербы из Боснийской Краины, Бании, Кордуна, Лики и Горски-Котара составляли более чем 90 % 1-го Боснийского корпуса и 93 % численности 1-го Хорватского корпуса. В позднее сформированной 12-й Славонской дивизии (30 декабря 1942 года) сербы составляли около 85 % личного состава. В то же время из 21 000 партизан Хорватии сербов было 15 100 человек (около 67 %), хорватов 5280 человек. Участие сербов в составе НОАЮ возросло на завершающем этапе войны после освобождения Белграда, когда из Сербии были мобилизованы около 300 тысяч человек 1912—1927 годов рождения.
Во время битвы на Сутьеске в ОГД ВШ воевали: 11 851 серб, 5220 хорватов, 3295 черногорцев, 866 мусульман, 757 югославов. Остальные национальные группы насчитывали менее 100 человек.
Национальный состав партизанских формирований по областям и регионам Югославии определялся особенностями местной военно-политической обстановки и оккупационного режима. Партизанским «бастионом» уже в 1941 году стала Далмация, оккупированная итальянскими войсками. Растущее разочарование усташским режимом, капитуляция Италии и опасение реставрации Королевства Югославии обеспечивали приток хорватов в ряды партизан и на остальной территории НГХ. Из 15 югославских корпусов 5 были из Хорватии: 4-й Хорватский, 6-й Славонский, 8-й Далматинский, 10-й Загребский и 11-й Хорватский. По национальной структуре 4-й корпус большей частью состоял из сербских бойцов. В 8-м, 10-м и 11-м большинство составляли хорваты. 6-й корпус первоначально состоял преимущественно из сербов, а к концу войны — из хорватов. ВМС Югославии на 90 % были укомплектованы хорватами. В рядах партизан воевали около 100 тысяч словенцев, из них 16 тысяч человек погибли. О массовом участии черногорцев в рядах НОАЮ свидетельствует число погибших партизан из их числа — 14,5 тысяч человек. 36 % генералов НОАЮ были черногорцами. Для македонцев и боснийцев лозунги АВНОЮ о равноправии всех национальных республик были привлекательнее, чем призывы четников к восстановлению королевской власти, это обеспечивало их приток в партизанские отряды. Чтобы облегчить набор пополнения среди более «пассивных» групп, командование НОАЮ прибегло к формированию «национальных» соединений и подразделений, таких как 16-я Мусульманская (21 сентября 1943 года) и 18-я Хорватская (10 октября 1943 года) бригады в Восточной Боснии, 1-я Чехословацкая бригада имени Яна Жижки в Славонии, венгерская 15-я Воеводинская ударная бригада имени Шандора Петефи и 1-я Словацкая (14-я Воеводинская) бригада в Воеводине, албанская 4-я Шиптарская бригада, Немецкая рота имени Эрнста Тельмана и др. Такие подразделения не были полностью этнически однородными, в них воевали представители различных наций. 9 сентября 1943 года был сформирован Еврейский Рабский батальон из добровольцев, освободившихся из итальянского концентрационного лагеря на острове Раб.

### Иностранные бойцы НОАЮ
В рядах НОАЮ сражались представители более 50 национальностей из 22 стран. Из их числа были сформированы и действовали воинские подразделения и части, состоявшие полностью или частично из граждан иностранных государств. Бойцами таких формирований становились военнослужащие оккупационных войск, перешедшие на сторону НОАЮ, военнопленные и интернированные, освободившиеся или бежавшие из мест принудительного содержания, а также солдаты вооружённых сил «оси», взятые в плен Народно-освободительной армией и добровольно перешедшие на её сторону.
Наибольшую группу иностранных граждан в составе НОАЮ составляли итальянцы. Из их числа после капитуляции Италии была сформирована большая часть иностранных формирований партизанской армии. Всего за 1943—1945 годы были созданы 4 итальянские дивизии и 21 бригада. Вторую по численности группу иностранных бойцов составляли граждане СССР. Свыше 6 тысяч представителей многих национальностей Советского Союза воевали в составе 188 частей, соединений и учреждений НОАЮ, в том числе в рядах около 30 «русских» батальонов и рот.

## Вооружение
На первом этапе развития партизанских сил они располагали только лёгким, а часто самым примитивным оружием. В период подготовки вооружённого восстания с середины апреля до конца июня 1941 года военными комитетами КПЮ и активом СКМЮ было собрано около 22 750 винтовок различных образцов, около 550 пулемётов, 274 ящика ручных гранат, около 1480 револьверов и пистолетов, более 3 млн 100 тысяч винтовочных и пулемётных патронов, 5 артиллерийских орудий. С этим недостаточным снаряжением партизанские формирования начали вооружённую борьбу, рассчитывая пополнить его оружием, отнятым у противника.
Большое значение для вооружения партизанских отрядов на этом первом этапе имела оружейная фабрика в городе Ужице, где осенью 1941 года производились «партизанские винтовки» (сербохорв. puška partizanka / пушка партизанка). Ими первоначально вооружался Ужицкий партизанский отряд, рота охраны Верховного штаба, частично Посавский отряд, а также другие подразделения на территории Ужицкой республики. Затем винтовки поставлялись отрядам в Санджаке, Черногории и Восточной Боснии. На фабрике в Ужице производились также патроны калибра 7,9 мм и винтовочные гранаты. Всего было выпущено 16 500 новых винтовок, отремонтировано 4500 винтовок, сделано 300 винтовочных гранатомётов, отремонтировано 300 ручных и 200 станковых пулемётов, изготовлено 2,7 млн винтовочных патронов и 10 000 винтовочных гранат.
Военные трофеи являлись единственным источником пополнения вооружения НОАЮ до начала поставок союзной военной помощи в октябре 1943 года. С октября 1943 года НОАЮ стала получать оружие и боеприпасы от Великобритании и США, а с февраля 1944 года — из СССР. К концу войны около 50 % личного состава Югославской армии были оснащены трофейным оружием. С учётом этого в составе помощи западных союзников в Югославию направлялось большое количество трофейных боеприпасов и других военных материалов.

## Помощь союзников
За период с 15 октября 1943 года по май 1945 года НОАЮ/ЮА получила от Великобритании и США 61 самолёт, 107 танков, 388 артиллерийских орудий, 2 тысячи 660 миномётов, 13 тысяч 447 пулемётов (по сведениям из БРЭ — 15 тысяч 800 пулемётов), 41 тысячу 400 автоматов и 137 тысяч винтовок. Всего за период 1943—1945 годов западные союзники, преимущественно Великобритания, оснастили оружием и военным снаряжением около 300 тысяч военнослужащих НОАЮ/ЮА.

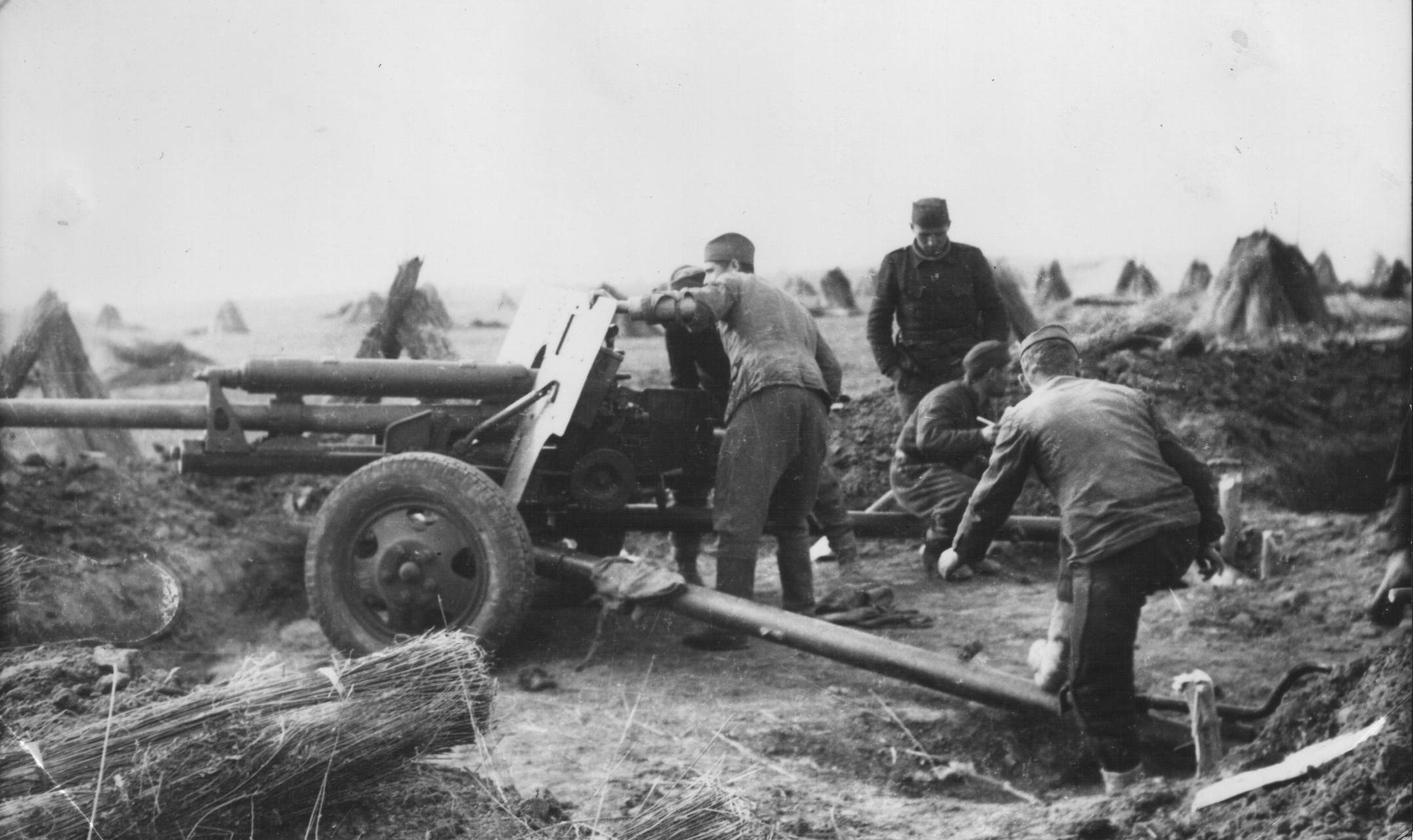
76-мм дивизионная пушка ЗИС-3 на Сремском фронте, 1945 год

До прибытия в штаб НОАЮ английской военной миссии СССР не мог отправить своих официальных представителей к партизанам Югославии из опасений сорвать признание НКОЮ западными союзниками. Соглашение Тегеранской конференции о поддержке НОАЮ открыло возможность оказания широкой помощи СССР народно-освободительному движению. В целом в течение 1944-го и первых пяти месяцев 1945 года СССР передал Югославии вооружение для 12 пехотных и двух авиационных дивизий, в том числе: 125 тыс. винтовок и карабинов, 20 528 револьверов, 68 423 автомата и пулемёта, 3797 противотанковых ружей, 512 пулемётов ДШК, 3364 миномёта, 170 зенитных орудий, 895 артиллерийских орудий, 491 самолёт (истребители Як-1Б, Як-9Т и др.), 72 танка (65 танков Т-34/85), 1329 радиостанций, значительное количество боеприпасов и иного военного снаряжения.

## Присяга
Первоначально существовали различные варианты партизанской присяги. В 1941 и 1943 годах Верховным штабом утверждался единый текст партизанской клятвы. Текст присяги в редакции от мая 1943 года гласил:

Клянусь честью моего народа, что буду в рядах Народно-освободительной армии верно служить своему народу, сражаясь против оккупантов и всех внутренних предателей — врагов народной свободы и народных прав. Клянусь, что буду дисциплинированно и добросовестно выполнять свои обязанности и приказы моих командиров. Клянусь не выпускать оружие из своих рук, пока наша земля не будет очищена от оккупантов, пока народу не будут обеспечены его права и свобода. Готов принять любое наказание за нарушение этой моей присяги. Смерть фашизму — свобода народу!
Оригинальный текст (сербохорв.)Zaklinjem se čašću svoga naroda da ću u redovima Narodnooslobodilačke vojske vjerno služiti svome narodu boreći se protiv okupatora i svih domaćih izdajnika — neprijatelja narodne slobode i narodnih prava. Zaklinjem se da ću disciplinovano i savesno vršiti svoje dužnosti i izvršavati naredbe svojih pretpostavljenih. Kunem se da neću ispustiti oružje iz svojih ruku dok naša zemlja ne bude očišćena od okupatora, dok narodu ne budu osigurana njegova prava i sloboda. Spreman sam primiti svaku kaznu za prekršaj ove moje zakletve... Smrt fašizmu — sloboda narodu!

## Воинские звания
Решение о введении офицерских и сержантских званий в НОАЮ было принято верховным главнокомандующим в начале 1943 года и вступило в силу 1 мая 1943 года. Были введены сержантские звания: десетар (капрал), младший водник (младший сержант), водник (сержант) и старший водник (старший сержант). Офицерские звания составили: заставник (прапорщик), потпоручник (подпоручик), поручник (поручик), капитан, майор, потпуковник (подполковник), пуковник (полковник), генерал-майор, генерал-лейтенант и генерал-полковник. Приказом от 1 мая офицерские и сержантские звания были присвоены 3351 лицу командного состава НОАЮ, в том числе 13 генералам, 3249 офицерам и 89 сержантам.

## Современные оценки
В период 1941—1945 годов НОАЮ вела, не считаясь с человеческими жертвами, освободительную и оборонительную войну против оккупационных войск нацистской Германии и её союзников, а также гражданскую войну за политическую власть в стране с противостоящими ей внутриюгославскими военными формированиями, как прооккупационными (усташи и другие), так и антиоккупационными (четники). НОАЮ была самой мощной и организованной из вооружённых сил антифашистского Сопротивления в оккупированных нацистами странах Европы. Частично во взаимодействии с Красной армией, а частично самостоятельно, НОАЮ с осени 1944 года по май 1945 года освободила Югославию от оккупантов и их сателлитов, а также нанесла поражение своим противникам по гражданской войне — усташам и четникам. Гражданская война в значительной мере определяла содержание боевых действий на Югославском фронте в период 1942—1944 годов и активно велась на территории НГХ (в Хорватии, Боснии и Герцеговине). По оценке историка А. Ю. Тимофеева: «Время от времени немцы пытались помочь хорватам зачистить партизанские районы, и тогда дело доходило до воспетых титовской историографией „наступлений“, в ходе которых партизаны успешно вырывались из смертельных тисков усташей и немцев. В передышках между этими наступлениями партизаны и четники активно истребляли друг друга, пренебрегая борьбой против немецких оккупантов». Историки Института славяноведения РАН отмечают, что в историографии распространено мнение, согласно которому, «чуть ли не преобладающую» часть людских потерь Югославии в ходе Второй мировой войны составляют жертвы «внутриюгославских кровопролитных межнациональных/межконфессиональных и политических конфликтов: массового геноцида и ожесточённой гражданской войны». Только в усташских концентрационных лагерях НГХ погибли предположительно около 200 тысяч человек.
Анализируя причины победы НОАЮ, историк Мари-Жанин Калик пишет: «Усиление партизан и последующий захват власти коммунистами можно понять только на фоне тотальной, эксплуататорской, расовой и гражданской войны в Югославии, приведшей к человеческим трагедиям и социальным потрясениям невообразимых размеров. Оккупация, эксплуатация и террор против гражданского населения, „этнические чистки“, преследования и массовое истребление людей были повседневным явлением. Это вызвало нарушение социальных и классовых устоев, разрушение прежней идентичности, социальных ролей и общественной иерархии, отмену предыдущих ценностей и моральных категорий. Война стала лабораторией социальных утопий и создала новый, революционный порядок. Она объединила все силы социальных изменений, которые пробивали себе дорогу с начала века, и разрушила прогнившие основы старого порядка».
Подобно партизанской войне в Советском Союзе, война на Балканах велась противоборствующими сторонами с предельной жестокостью. Фактическая или предполагаемая помощь воюющей стороне стоила гражданским лицам их жизни. После того как в 1943 году борьба с «бандитами» (партизанами) была передана в ведение СС, число жертв среди гражданского населения значительно выросло. Эскалация насилия в Югославии не в последнюю очередь стала следствием нацистской оккупационной политики с её депортациями, захватом и убийством заложников из числа гражданского населения. Начало насилию было положено немецкими приказами периода Апрельской войны. 5 апреля 1941 года главнокомандующий сухопутных войск Германии генерал-фельдмаршал фон Браухич распорядился карать смертью любые действия, направленные против вермахта. Война на Балканах велась оккупантами как война идеологий, в которой, наряду с «эмигрантами, саботажниками и террористами, коммунисты и евреи» считались главными врагами. Население Югославии было отнесено к категории «расово неполноценных». На отдельные акции сопротивления и начавшееся в июле 1941 года восстание вермахт ответил сожжением сёл и домов, казнями участников Сопротивления. Подозрения со стороны оккупантов влекли за собой уничтожение граждан, которых рассматривали как потенциальных или скрытых партизан.
Директива Гитлера № 31-а от 16 сентября 1941 года, возложившая на вермахт задачу «подавить повстанческое движение» в Сербии самыми жёсткими методами, стала началом войны на уничтожение против сербского гражданского населения. В тот же день начальник штаба ОКВ Вильгельм Кейтель отдал приказ всем командующим немецкими войсками от Норвегии до Кипра и от Франции до Украины казнить в качестве искупления за смерть немецкого солдата 50—100 коммунистов. Способ казни должен был усиливать её устрашающее действие. 28 сентября Кейтель издал новый приказ, предписывавший постоянно иметь резерв заложников разных политических и национальных взглядов, включая известных людей и их родственников, чьи имена подлежали опубликованию. Заложников надлежало расстреливать в зависимости от политической принадлежности преступников, напавших на немецких солдат. Приказ Кейтеля о захвате заложников от 28 сентября 1941 года в ещё большей степени нарушал положения «Конвенции о законах и обычаях сухопутной войны». Руководствуясь приказами Кейтеля, командующий войсками в Сербии генерал Бёме отдал 25 сентября 1941 года совершенно секретный приказ подчинённым соединениям и частям, в котором ставилась задача действовать против сербов любыми средствами и с большой беспощадностью. После доведения до всех офицеров, сержантов и рядового состава документ подлежал уничтожению. Один из пунктов приказа гласил: «Вам надлежит выполнить задачу на земле, на которой в 1914 году пролиты потоки немецкой крови из-за обмана со стороны сербов, мужчин и женщин. Должен быть создан устрашающий пример для всей Сербии, который должен самым сильным образом поразить всё население. Тот, кто действует мягко, будет привлечён к ответственности и предстанет перед военным судом». 10 октября Бёме издал приказы, которые освободили исполнителей расстрелов от соблюдения соответствия между политической принадлежностью заложников и виновников нападений. По оценке австрийского историка Арнольда Зуппана, движимые приказами Гитлера, Кейтеля и командующего в Сербии генерала Бёме, дошедшего в своих действиях до крайности, немецкие войска превратили акции мести за своих погибших солдат в акты произвола и террора. Это отчётливо выразилось в ликвидации еврейской общины Сербии, а также в массовых расстрелах в Крагуеваце и Кралево в октябре 1941 года. В одной только Сербии к концу 1941 года вермахт убил не менее 30 тысяч заложников. Всего за период оккупации вермахтом были убиты порядка 80 тысяч заложников.
Геноцид сербов, проводившийся усташами с весны 1941 года на территории НГХ, поставил сербов на грань выживания. Многие из них были вынуждены взяться за оружие и действовать в условиях самообороны. В войну усташского режима с сербами втянулись итальянские войска. В январе 1942 года итальянское командование отдало приказ расстреливать 50 заложников за убийство солдата или ранение офицера. Вследствие включения немецких войск в борьбу с партизанами на территории Боснии и Герцеговины в 1942 году была стёрта грань между правомерными расстрелами, соответствующими международному праву, и очевидными военными преступлениями в операциях обеих противоборствующих сторон.
НОАЮ стремилась склонить население к сотрудничеству путём убеждения или силой. Террор оккупантов способствовал их агитации. Член Политбюро КПЮ Эдвард Кардель писал: «В войне мы можем не опасаться уничтожения целых сёл (вражескими войсками). Это усилило бы пополнение движения Сопротивления». В то же время практика народно-освободительного движения состояла в дифференцированном отношении к военнопленным. С самого начала восстания она была направлена на привлечение в ряды НОАЮ принудительно мобилизованных и «заблуждавшихся» лиц, не принимавших участие в преступлениях против партизан и гражданского населения. Военнопленных из числа военнослужащих итальянской армии зачастую отпускали на свободу или принимали в итальянские партизанские подразделения. Отношение к немецким военнопленным было другим. Из-за нацистского гляйхшальтунга и страха возмездия они оставались убеждёнными противниками. В период 1942—1944 годов их освобождали лишь в случае обмена на партизан. Захваченных усташей и членов добровольческих отрядов Лётича не щадили. С участниками коллаборационистских формирований, домобранами или милиционерами, мобилизованными принудительным порядком, партизаны обращались мягко. Пленных, которые отказались присоединиться к НОАЮ, освобождали. Те, кто вступал в ряды партизан, зачастую служили по специальности. Такой подход оказывал разлагающее действие на домобранство НГХ и легионерские подразделения немецкой армии. Иногда целые полки сдавались без единого выстрела, а их оружие и снаряжение переходило к партизанам. Те же правила применялись и к четникам, если они не являлись офицерами или ветеранами движения («бородачами»), последних обычно казнили. Дифференцированный подход к пленным четникам способствовал быстрому краху ЮВуО, состоявшей из недавно мобилизованных крестьян.
На завершающем этапе войны кровопролитие в Югославии достигло новой кульминации во время массовых расстрелов пленных немцев, четников, усташей, словенских домобранцев и других коллаборационистов. Ответственность за массовые убийства, которые современной историографией в значительной степени классифицируются как военные преступления, несли КНОЮ и ОЗНА. Как отмечает Арнольд Зуппан, месть и возмездие в 1944—1946 годах соответствовали «глубокой потребности» многих жителей Европы, пострадавших от немецкой политики оккупации, депортаций и истребления. Немецкие преступления во время войны привели к устранению политических и моральных запретов у военных противников Германии. В условиях Югославии, по заключению Мари-Жанин Калик, коммунисты ликвидировали своих военно-политических противников из-за убеждений, ожесточения и мести. Согласно утверждению Арнольда Зуппана: «Тито и Политбюро КПЮ стремились объединить свой революционный захват власти с устранением и ликвидацией всех политических противников — немцев, мадьяр, итальянцев, а также усташей, домобран, четников, недичевцев и домобранцев. Если сербские партизаны Воеводины и словенские партизаны Нижней Штирии сосредоточили своё внимание на актах мести против немцев, то в меньшей мере это относилось к Верховному штабу вокруг Тито, чьи акции уничтожения были направлены в большей степени против южнославянских антикоммунистов — основных противников по гражданской войне».
Героическая трактовка партизанской истории, которую культивировали в СФРЮ, испытала корректировки с 1980-х годов. Ещё в югославский период сербско-хорватская историческая комиссия собрала данные о 85 тысячах коллаборационистах и их родственниках, убитых Югославской армией после окончания войны. Как отмечает немецкий журналист и специалист по странам Юго-Восточной Европы Норберт Маппес-Нидик, послевоенные убийства сегодня повсеместно называют преступлением. С обретением новой государственности в постъюгославских странах получил распространение альтернативный «национальный» нарратив. По мнению балканского эксперта из германского Фонда науки и политики Душана Релича, всюду в бывшей Югославии, от Словении до Косово и Македонии, память о Второй мировой войне делит население на два лагеря. В Хорватии у каждой из сторон есть два места памяти: Ясеновац в Славонии и Блайбург в Каринтии. Вместе с тем современная европейская историография подчёркивает роль партизан НОАЮ как важного союзника Антигитлеровской коалиции. Все государства — наследники Югославии, хотя и с национальной окраской, переняли классическое историческое повествование и в целом положительно относятся к партизанской традиции. Партизаны остались моральными победителями истории.
Согласно заключению историка Александера Корба из Лестерского университета, хотя гражданские войны не обходятся без преступлений противоборствующих сторон, было бы неправильным преуменьшать репрессии, совершённые партизанами. Вместе с тем он отмечает, что уравнивать партизан с усташами нельзя. В отличие от усташей, равно как и четников, партизаны не проводили этнические чистки. Многие мусульмане и евреи были обязаны жизнью партизанам. Сербы, бежавшие от террора усташей, составили основу партизанского движения в 1941 году. С 1942 года всё большее число хорватов, не только коммунистов, но и беспартийных, осознали, что партизаны были лучшим выбором, потому что именно они пытались остановить этническое насилие в Югославии.

## Партизаны в искусстве
Партизанская тема и связанные с ней события народно-освободительной и гражданской войны в 1941—1945 годов широко представлены в югославском искусстве.

### В литературе
Широкую известность в Югославии и за рубежом обрели произведения Оскара Давичо, Бено Зупанчича Антоние Исаковича, Векослава Калеба, Ивана Горана Ковачича, Цирила Космача, Мишко Кранеца, Михайла Лалича, Владимира Назора, Ивана Потрча, Юре Франичевича-Плочара, Бранко Чопича, Добрицы Чосича, Славко Яневского, в том числе:
- Поэма «Яма[хорв.]» (1943 год)[К 17], Иван Горан Ковачич[225];
- Историко-аллегорический роман «Пастырь Лода» (1938—1946), повесть «Партизанка Мара» (1946), дневник «С партизанами» (1945), Владимир Назор[226][227];
- Роман «Солнце далеко» (1951), Добрица Чосич[228];
- Роман «Прорыв» (1952), Бранко Чопич[229][230];
- Роман «Прелесть пыли» (1954), Векослав Калеб[231];
- Роман «Лелейская гора» (1957), Михайло Лалич[232];
- Роман «Поминки» (1957), Бено Зупанчич[233].

### В изобразительном искусстве
К теме партизан и войны 1941—1945 годов обращались югославские художники и скульпторы разных направлений, в том числе Антун Августинчич, Джордже Андреевич-Кун, Марьян Детони, Петар Лубарда, Николай Пирнат, Ваня (Иван) Радауш, Божидар Якац и другие. Работы военной тематики представлены в различных видах изобразительного искусства:

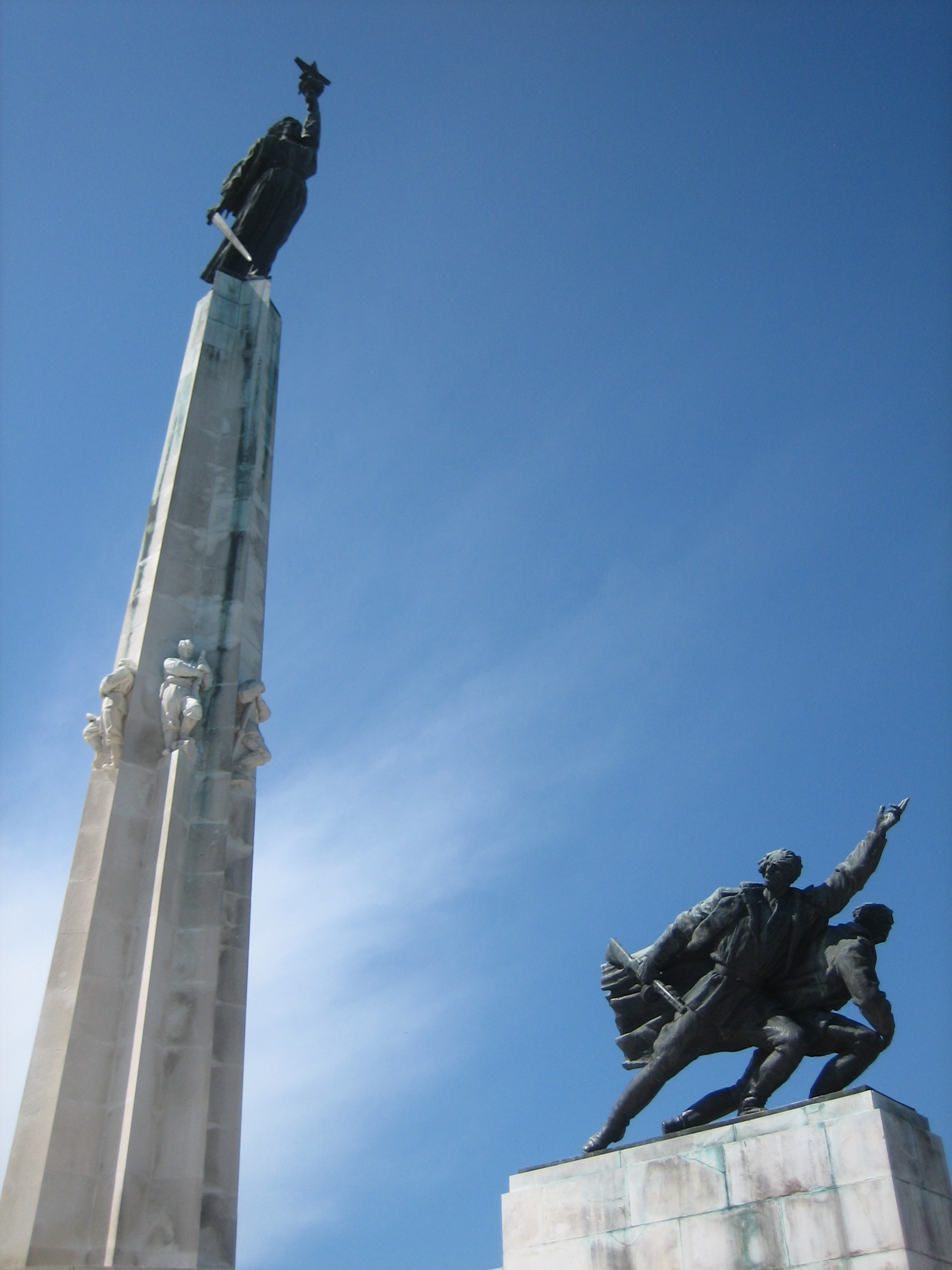
Скульптура «Победа» работы Антуна Августинчича, как часть памятника погибшим советским и югославским воинам на мемориальном комплексе «Батинская битва»

- Скульптура «Перенос раненого» (1944), памятник советским и югославским воинам, погибшим в Батинской битве в составе скульптуры «Победа», пятиугольного обелиска с пятью скульптурными фигурами воинов и выдвинутой вперед бронзовой скульптурной группы, олицетворяющей атакующих бойцов Красной армии (1947), автор Антун Августинчич[222];
- Скульптуры «Гранатомётчик» и «Раненый» (1947), Ваня (Иван) Радауш[222]
- Графические работы из серии «Партизаны» (1944), живописная картина «Партизанский отряд» (1947), Джордже Андреевич-Кун[222]
- Линогравюра «Партизаны форсируют реку Неретву», Марьян Детони[222]

### В кинематографе
В СФРЮ было произведено свыше 200 художественных фильмов, посвящённых партизанской тематике. Наиболее известными из них являются фильмы: «Козара», «Битва на Неретве», «Сутьеска» и «Вальтер защищает Сараево».

## Послевоенная память
4 июля отмечалось в СФРЮ с 1956 года как День Борца. После распада Югославии этот день оставался праздничным в Сербии до 2001 года, однако в том же году был отменён.
22 декабря являлся в СФРЮ Днём Югославской народной армии, начиная с 1947 года и до распада страны. Памятная дата была приурочена ко дню формирования 1-й Пролетарской ударной бригады, ставшей первой регулярной воинской частью НОАЮ.
22 июня в Хорватии отмечается День антифашистской борьбы. В этот день в 1941 году под городом Сисак был создан Первый Сисакский партизанский отряд.
11 октября в Северной Македонии празднуют День восстания против итальянских и болгарских оккупантов осенью 1941 года.